# 坂東三十三観音
坂東三十三観音（ばんどうさんじゅうさんかんのん）は、神奈川県・埼玉県・東京都・群馬県・栃木県・茨城県・千葉県の1都6県にまたがる33か所の観音霊場である。

## 概要
源頼朝によって発願され、源実朝が西国三十三所を模範として札所を制定したと伝えられている。第一番札所の杉本寺から第三十三番札所である那古寺までを巡拝すると、その道程は約1,300キロメートルにもなる。巡礼者は全ての札所を巡拝し結願となったのち、善光寺および北向観音に「お礼参り」をすることが慣わしとされている（上記2寺を参拝して結願とする場合もある）。お礼参りの始まりは江戸時代とされる。また、西国三十三所、秩父三十四観音とともに日本百観音に数えられ、結願寺を秩父三十四観音の第三十四番水潜寺とする。

## 一覧
| 番 | 山号     | 山号の読み     | 寺号   | 寺号の読み       | 通称              | 本尊                     | 宗派           | 所在地                 |
| -- | -------- | -------------- | ------ | ---------------- | ----------------- | ------------------------ | -------------- | ---------------------- |
| 1  | 大蔵山   | だいぞうざん   | 杉本寺 | すぎもとでら     | 杉本観音          | 十一面観世音菩薩         | 天台宗         | 神奈川県鎌倉市         |
| 2  | 海雲山   | かいうんざん   | 岩殿寺 | がんでんじ       | 岩殿観音          | 十一面観世音菩薩         | 曹洞宗         | 神奈川県逗子市         |
| 3  | 祇園山   | ぎおんざん     | 安養院 | あんよういん     | 田代観音          | 千手観世音菩薩           | 浄土宗         | 神奈川県鎌倉市         |
| 4  | 海光山   | かいこうざん   | 長谷寺 | はせでら         | 長谷観音          | 十一面観世音菩薩         | 浄土宗系単立   | 神奈川県鎌倉市         |
| 5  | 飯泉山   | いいずみさん   | 勝福寺 | しょうふくじ     | 飯泉観音          | 十一面観世音菩薩         | 真言宗東寺派   | 神奈川県小田原市       |
| 6  | 飯上山   | いいがみさん   | 長谷寺 | ちょうこくじ     | 飯山観音          | 十一面観世音菩薩         | 高野山真言宗   | 神奈川県厚木市         |
| 7  | 金目山   | かなめさん     | 光明寺 | こうみょうじ     | 金目観音          | 聖観世音菩薩             | 天台宗         | 神奈川県平塚市         |
| 8  | 妙法山   | みょうほうざん | 星谷寺 | しょうこくじ     | 星の谷観音        | 聖観世音菩薩             | 真言宗大覚寺派 | 神奈川県座間市         |
| 9  | 都幾山   | ときさん       | 慈光寺 | じこうじ         | -                 | 十一面千手千眼観世音菩薩 | 天台宗         | 埼玉県比企郡ときがわ町 |
| 10 | 巌殿山   | いわどのさん   | 正法寺 | しょうぼうじ     | 巌殿観音          | 千手観世音菩薩           | 真言宗智山派   | 埼玉県東松山市         |
| 11 | 岩殿山   | いわどのさん   | 安楽寺 | あんらくじ       | 吉見観音          | 聖観世音菩薩             | 真言宗智山派   | 埼玉県比企郡吉見町     |
| 12 | 華林山   | かりんざん     | 慈恩寺 | じおんじ         | 慈恩寺観音        | 千手観世音菩薩           | 天台宗         | 埼玉県さいたま市岩槻区 |
| 13 | 金龍山   | きんりゅうざん | 浅草寺 | せんそうじ       | 浅草観音          | 聖観世音菩薩             | 聖観音宗       | 東京都台東区           |
| 14 | 瑞応山   | ずいおうさん   | 弘明寺 | ぐみょうじ       | 弘明寺観音        | 十一面観世音菩薩         | 高野山真言宗   | 神奈川県横浜市南区     |
| 15 | 白岩山   | しらいわさん   | 長谷寺 | ちょうこくじ     | 白岩観音          | 十一面観世音菩薩         | 金峯山修験本宗 | 群馬県高崎市           |
| 16 | 五徳山   | ごとくさん     | 水澤寺 | みずさわでら     | 水澤観音          | 千手観世音菩薩           | 天台宗         | 群馬県渋川市           |
| 17 | 出流山   | いずるさん     | 満願寺 | まんがんじ       | 出流観音          | 千手観世音菩薩           | 真言宗智山派   | 栃木県栃木市           |
| 18 | 日光山   | にっこうさん   | 中禅寺 | ちゅうぜんじ     | 立木観音          | 千手観世音菩薩           | 天台宗         | 栃木県日光市           |
| 19 | 天開山   | てんかいさん   | 大谷寺 | おおやじ         | 大谷観音          | 千手観世音菩薩           | 天台宗         | 栃木県宇都宮市         |
| 20 | 獨鈷山   | とっこさん     | 西明寺 | さいみょうじ     | 益子観音          | 十一面観世音菩薩         | 真言宗豊山派   | 栃木県芳賀郡益子町     |
| 21 | 八溝山   | やみぞさん     | 日輪寺 | にちりんじ       | 八溝山観音        | 十一面観世音菩薩         | 天台宗         | 茨城県久慈郡大子町     |
| 22 | 妙福山   | みょうふくさん | 佐竹寺 | さたけじ         | 北向観音          | 十一面観世音菩薩         | 真言宗豊山派   | 茨城県常陸太田市       |
| 23 | 佐白山   | さしろさん     | 正福寺 | しょうふくじ     | 佐白観音          | 十一面千手観世音菩薩     | 真言宗系単立   | 茨城県笠間市           |
| 24 | 雨引山   | あまびきさん   | 楽法寺 | らくほうじ       | 雨引観音          | 延命観世音菩薩           | 真言宗豊山派   | 茨城県桜川市           |
| 25 | 筑波山   | つくばさん     | 大御堂 | おおみどう       | 大御堂観音        | 千手観世音菩薩           | 真言宗豊山派   | 茨城県つくば市         |
| 26 | 南明山   | なんめいさん   | 清瀧寺 | きよたきじ       | 清瀧観音          | 聖観世音菩薩             | 真言宗豊山派   | 茨城県土浦市           |
| 27 | 飯沼山   | いいぬまさん   | 圓福寺 | えんぷくじ       | 飯沼観音 銚子観音 | 十一面観世音菩薩         | 真言宗系単立   | 千葉県銚子市           |
| 28 | 滑河山   | なめがわさん   | 龍正院 | りゅうしょういん | 滑河観音          | 十一面観世音菩薩         | 天台宗         | 千葉県成田市           |
| 29 | 海上山   | かいじょうさん | 千葉寺 | せんようじ       | 千葉寺観音        | 十一面観世音菩薩         | 真言宗豊山派   | 千葉県千葉市中央区     |
| 30 | 平野山   | へいやさん     | 高蔵寺 | こうぞうじ       | 高倉観音          | 聖観世音菩薩             | 真言宗豊山派   | 千葉県木更津市         |
| 31 | 大悲山   | だいひざん     | 笠森寺 | かさもりじ       | 笠森観音          | 十一面観世音菩薩         | 天台宗         | 千葉県長生郡長南町     |
| 32 | 音羽山   | おとわさん     | 清水寺 | きよみずでら     | 清水観音          | 千手観世音菩薩           | 天台宗         | 千葉県いすみ市         |
| 33 | 補陀洛山 | ふだらくさん   | 那古寺 | なごじ           | 那古観音          | 千手観世音菩薩           | 真言宗智山派   | 千葉県館山市           |

## ギャラリー

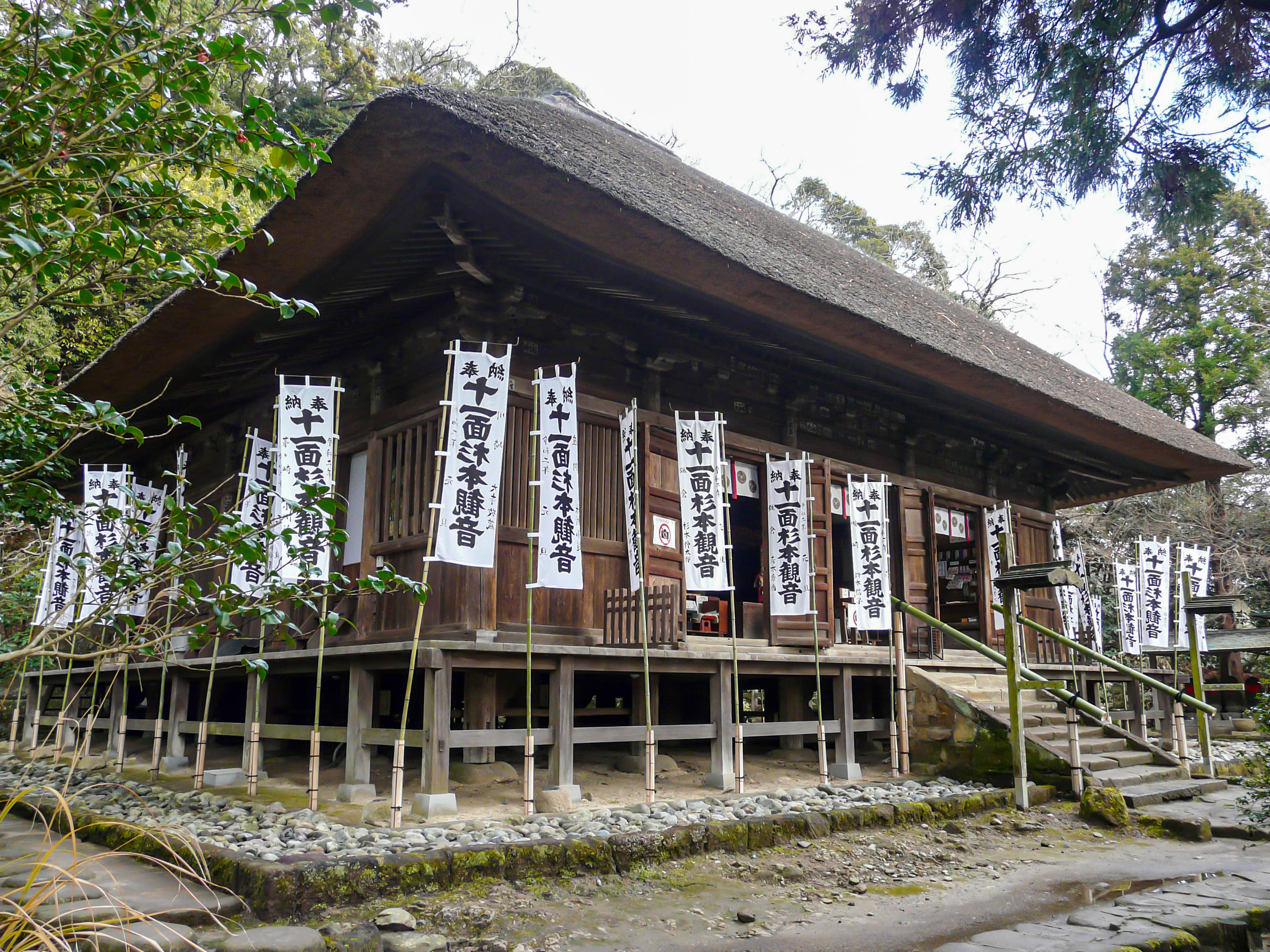
1番 杉本寺
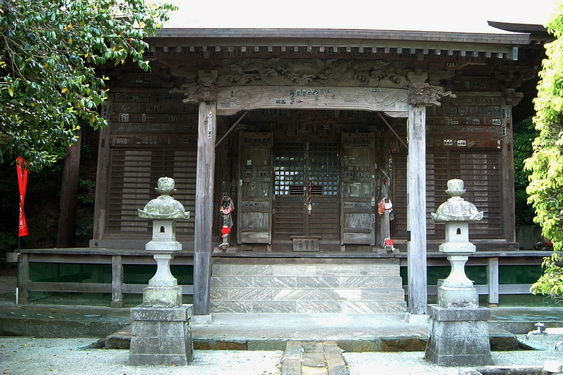
2番 岩殿寺
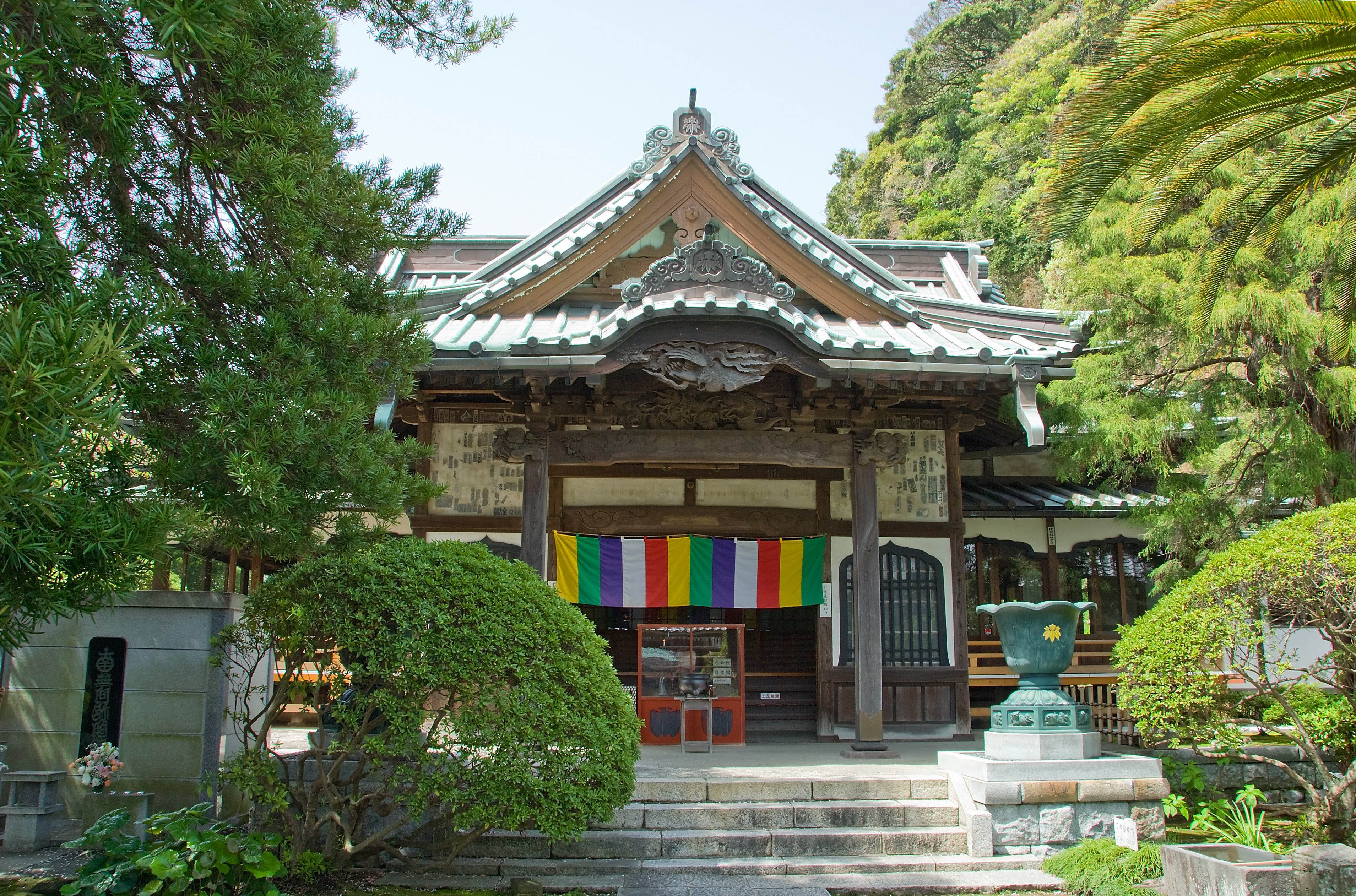
3番 安養院
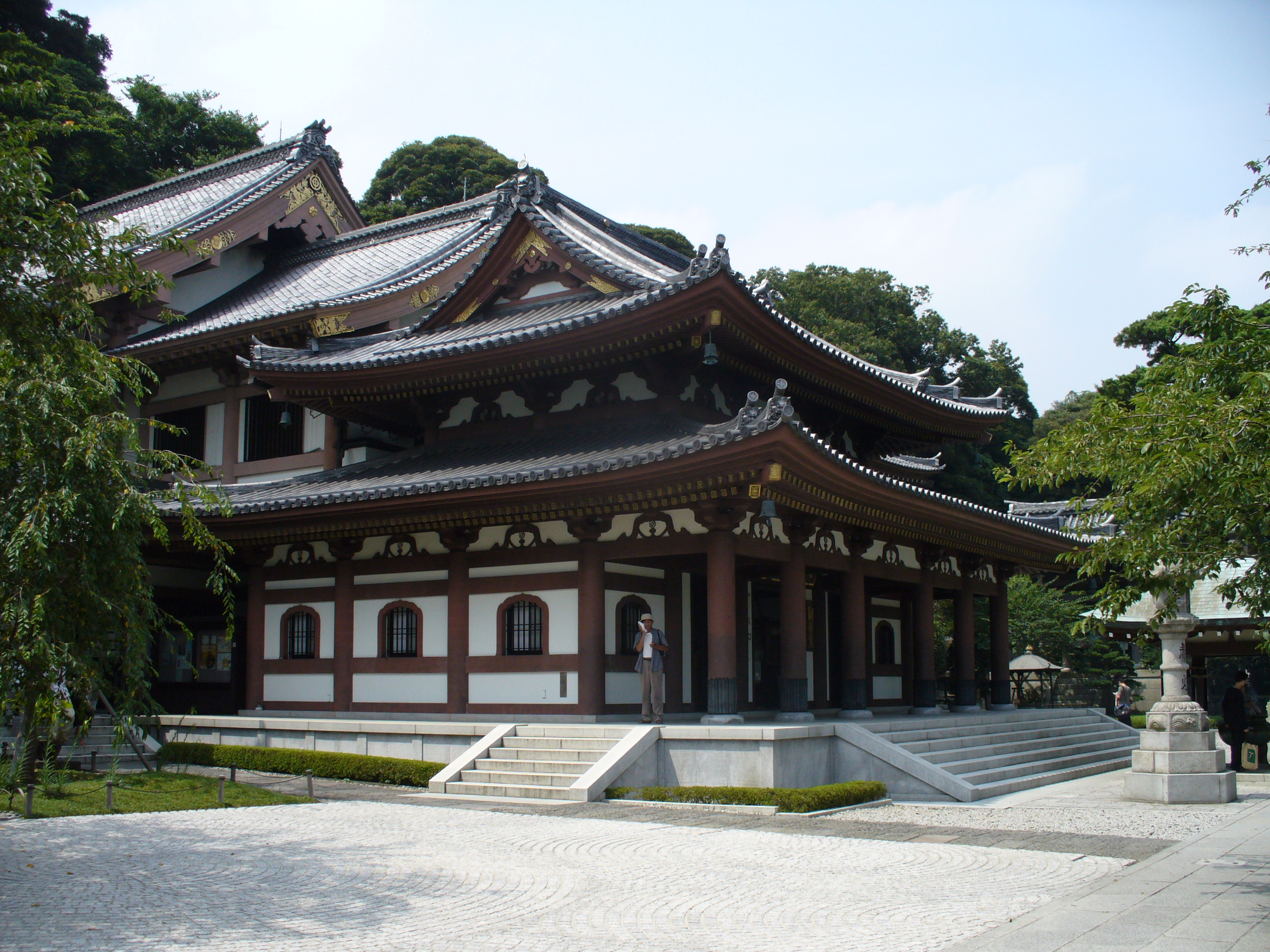
4番 長谷寺
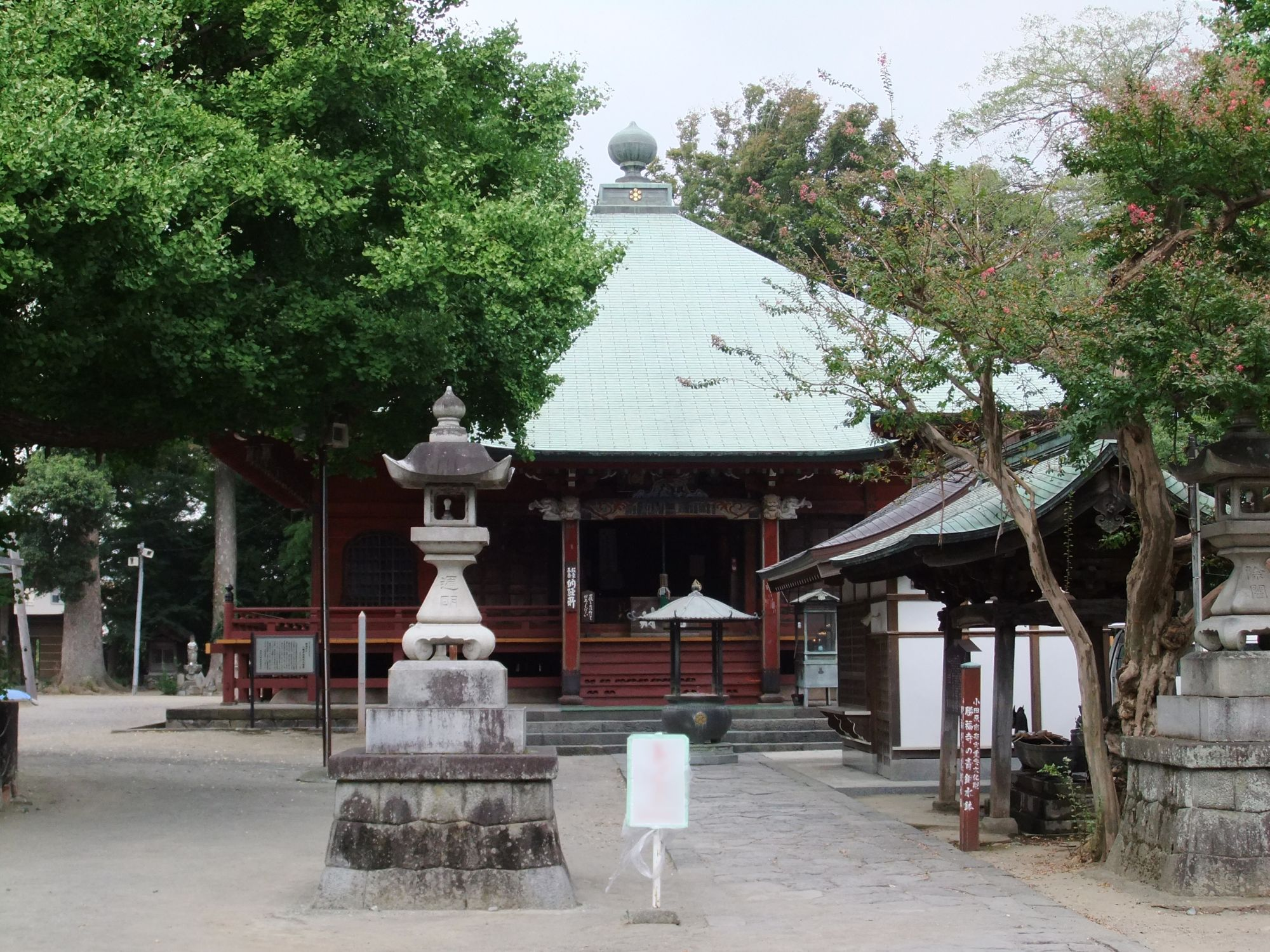
5番 勝福寺
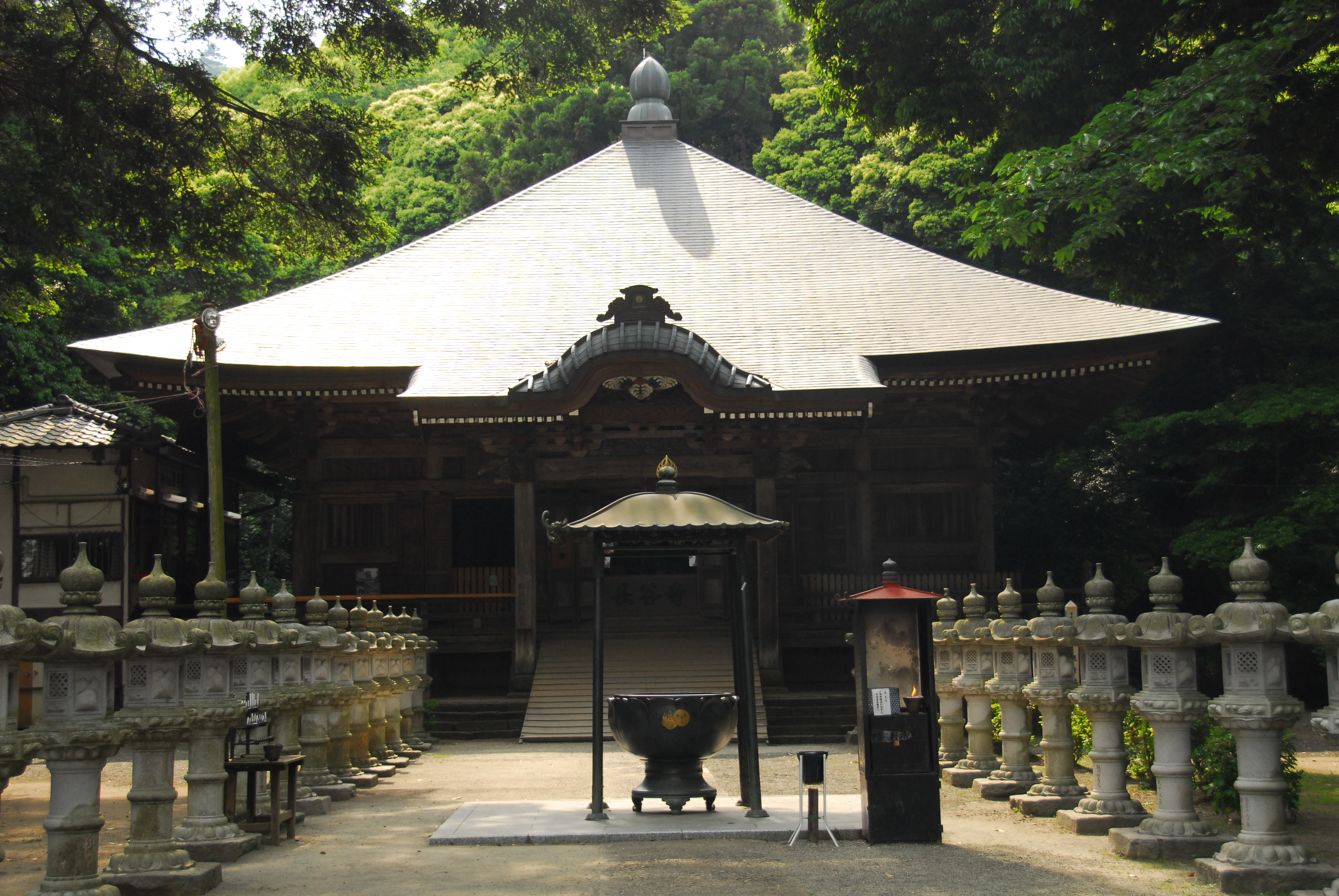
6番 長谷寺（飯山観音）
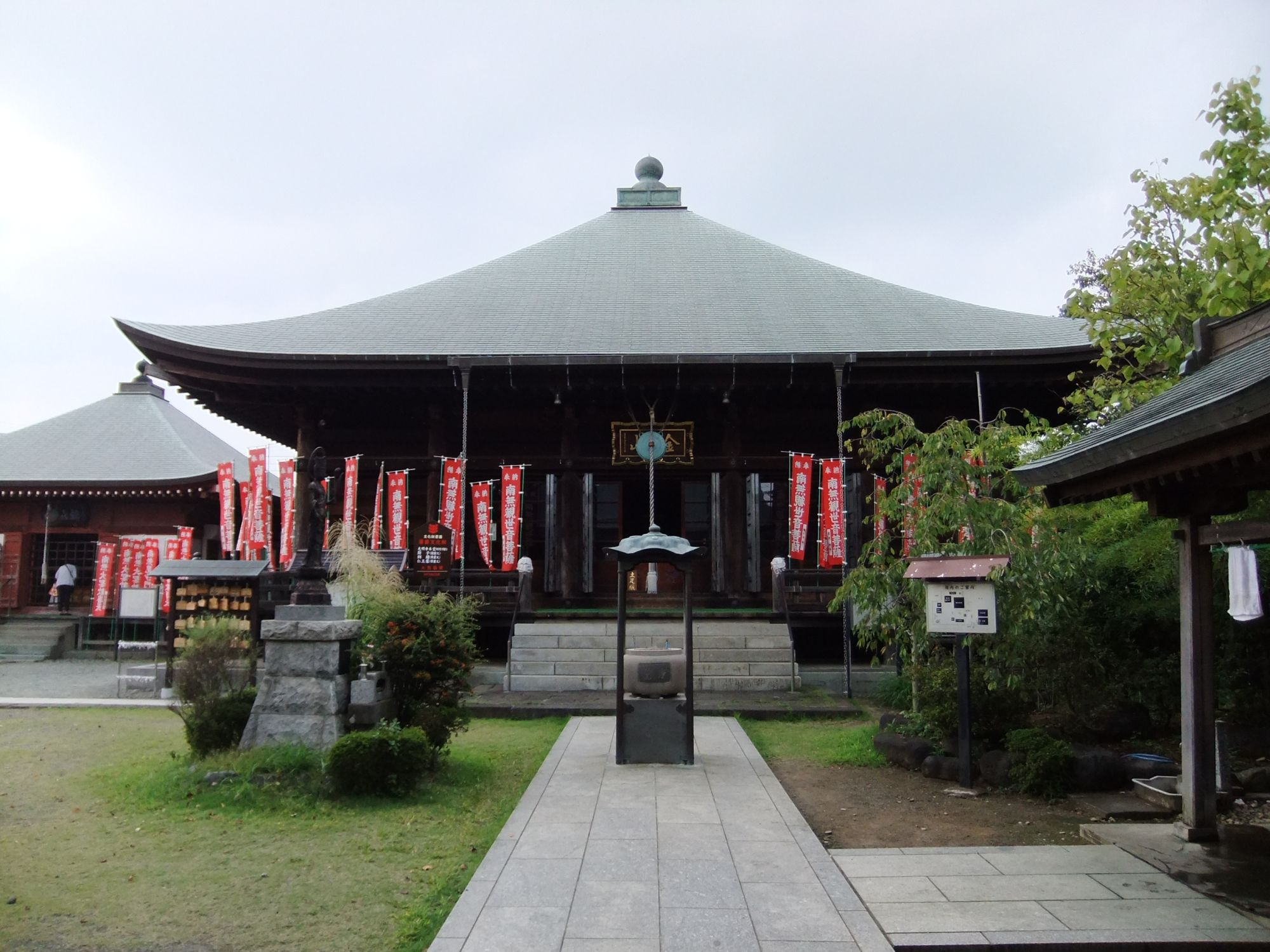
7番 光明寺
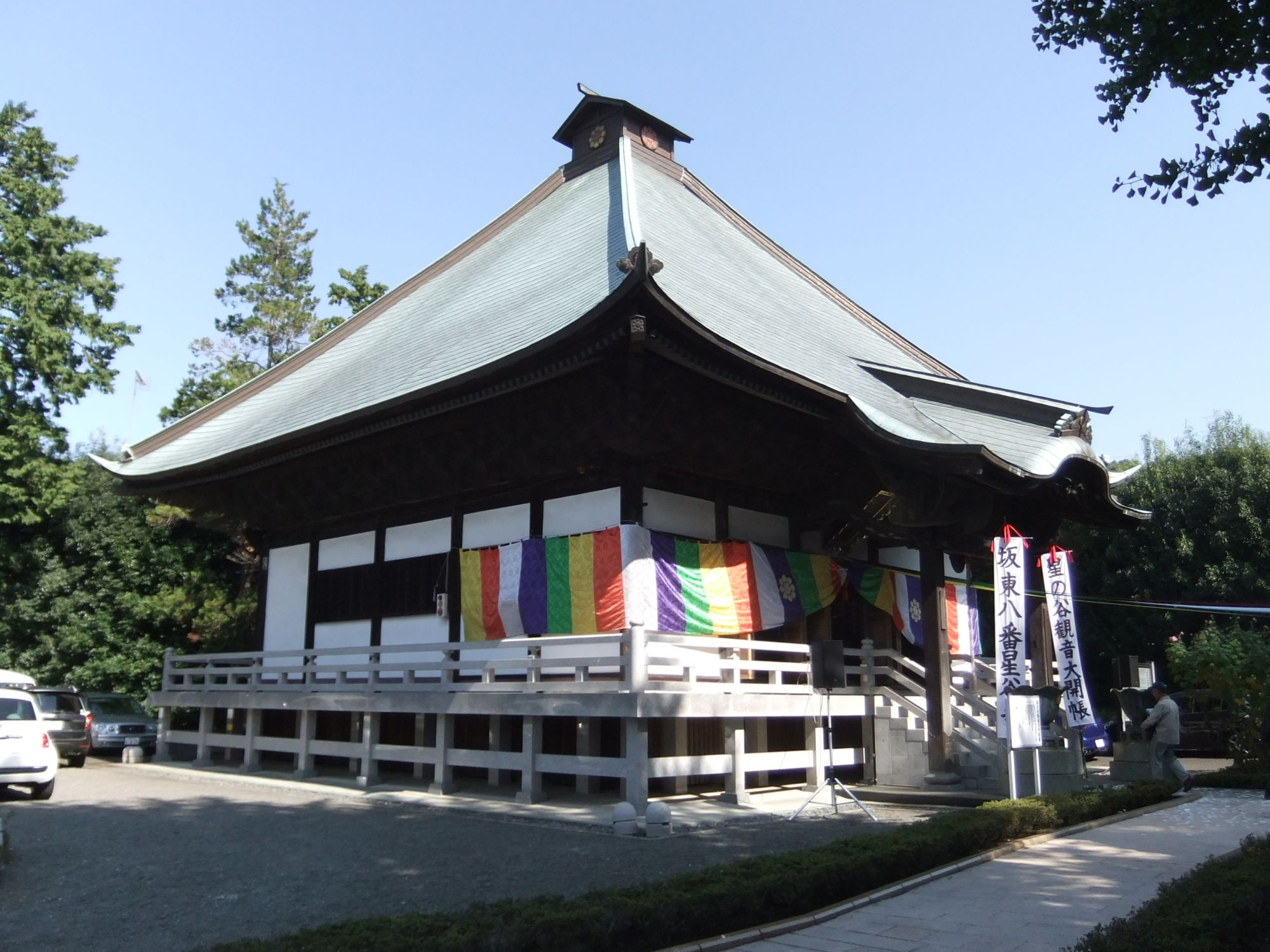
8番 星谷寺
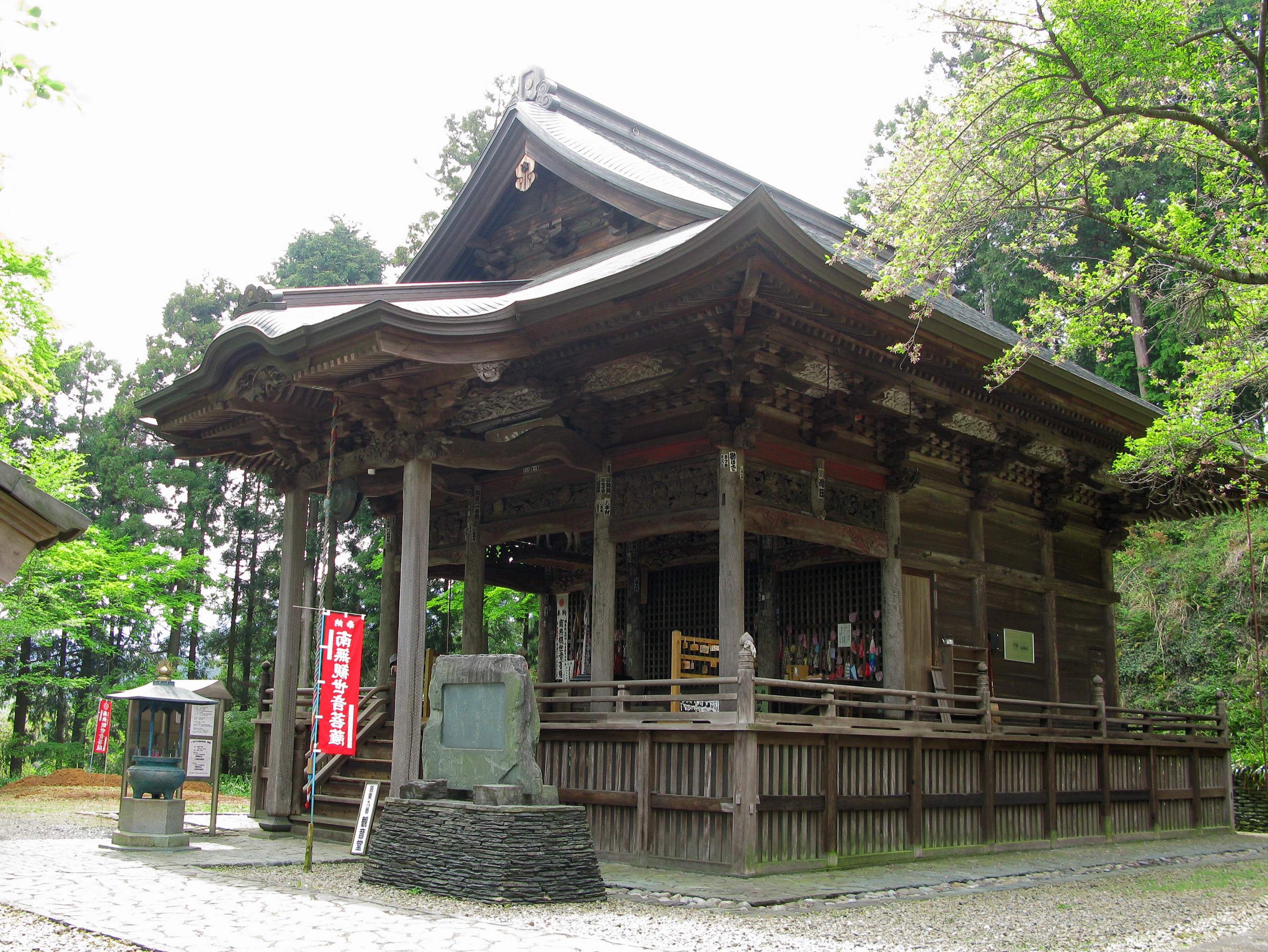
9番 慈光寺
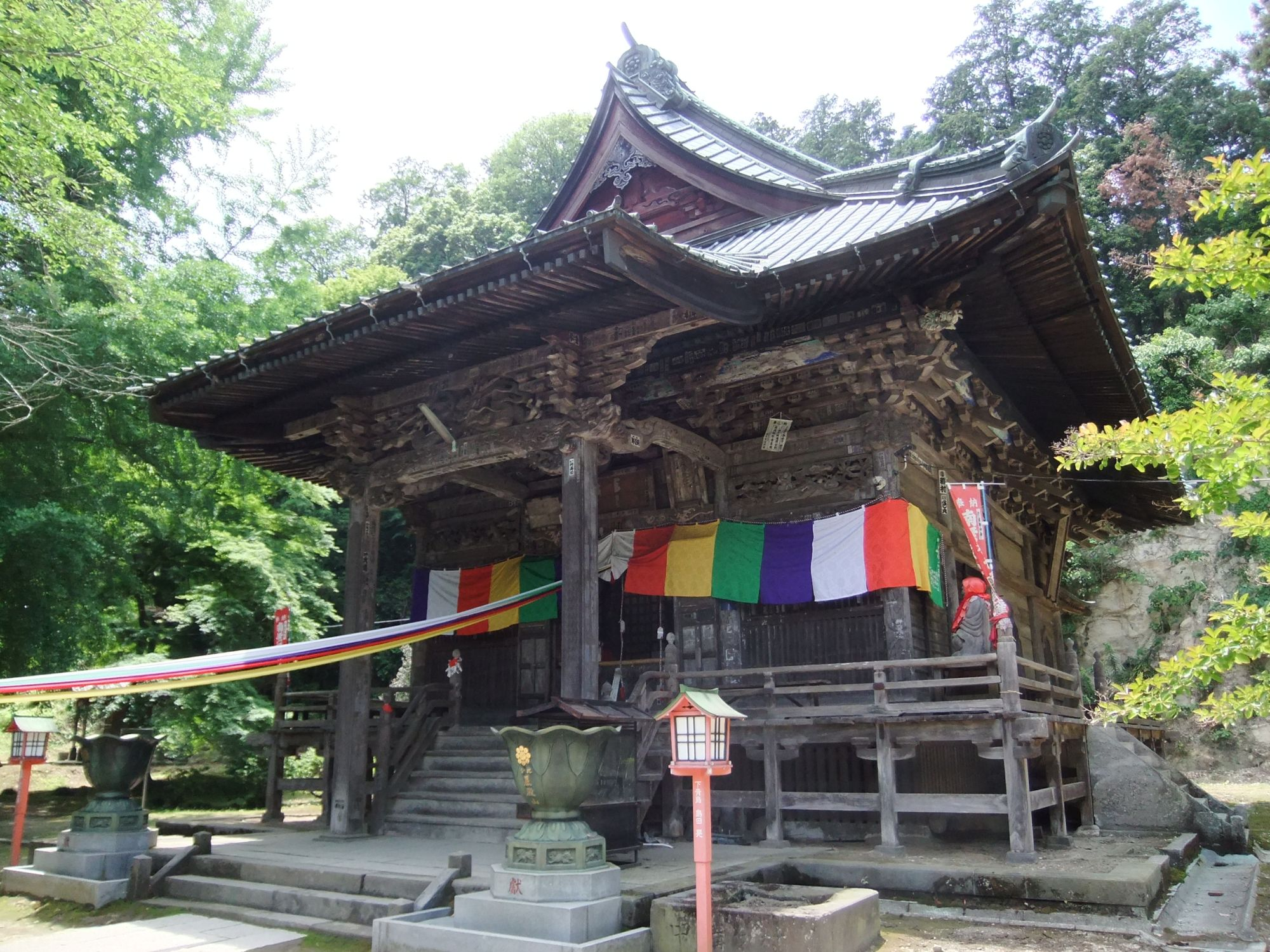
10番 正法寺
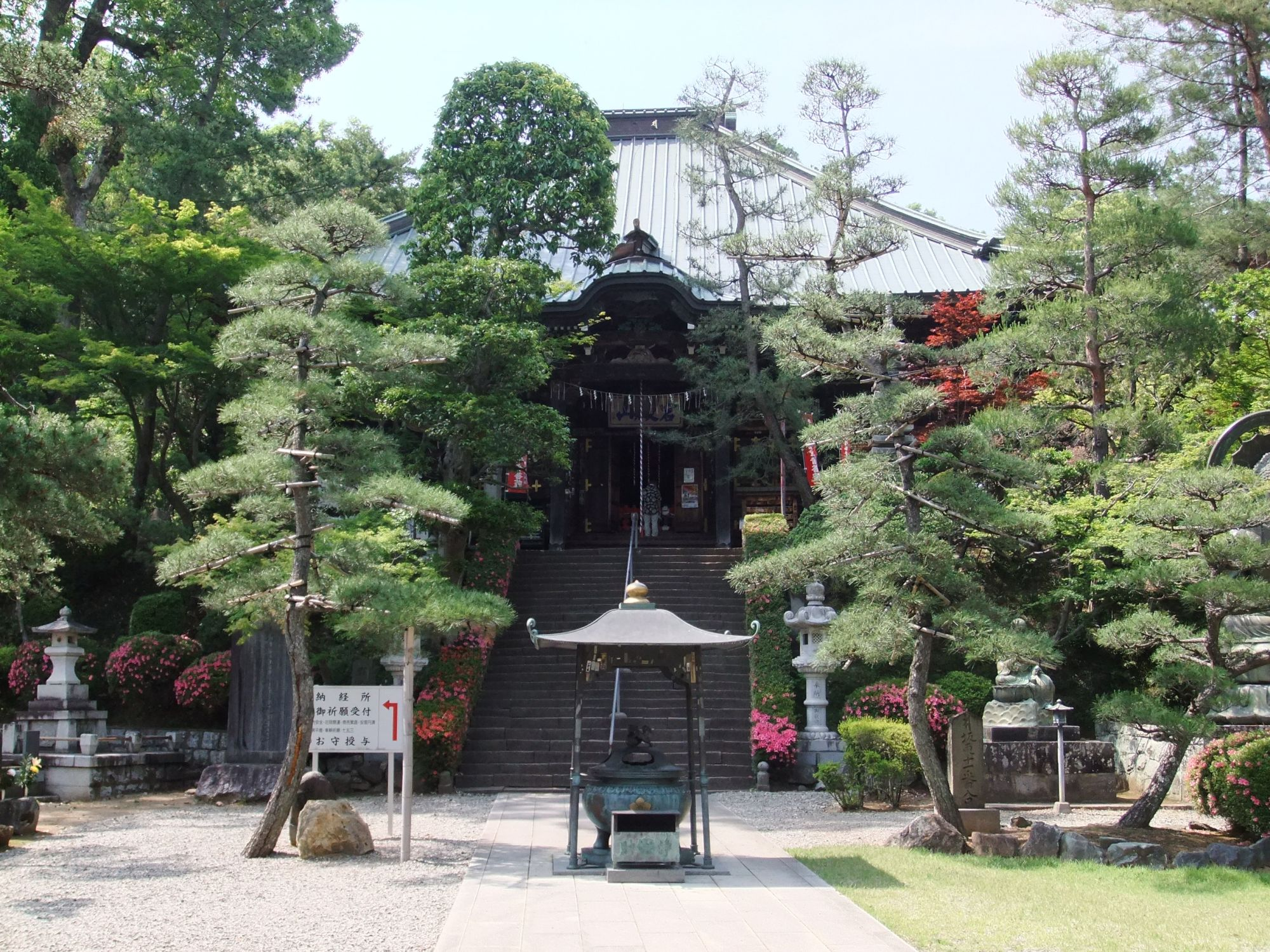
11番 安楽寺
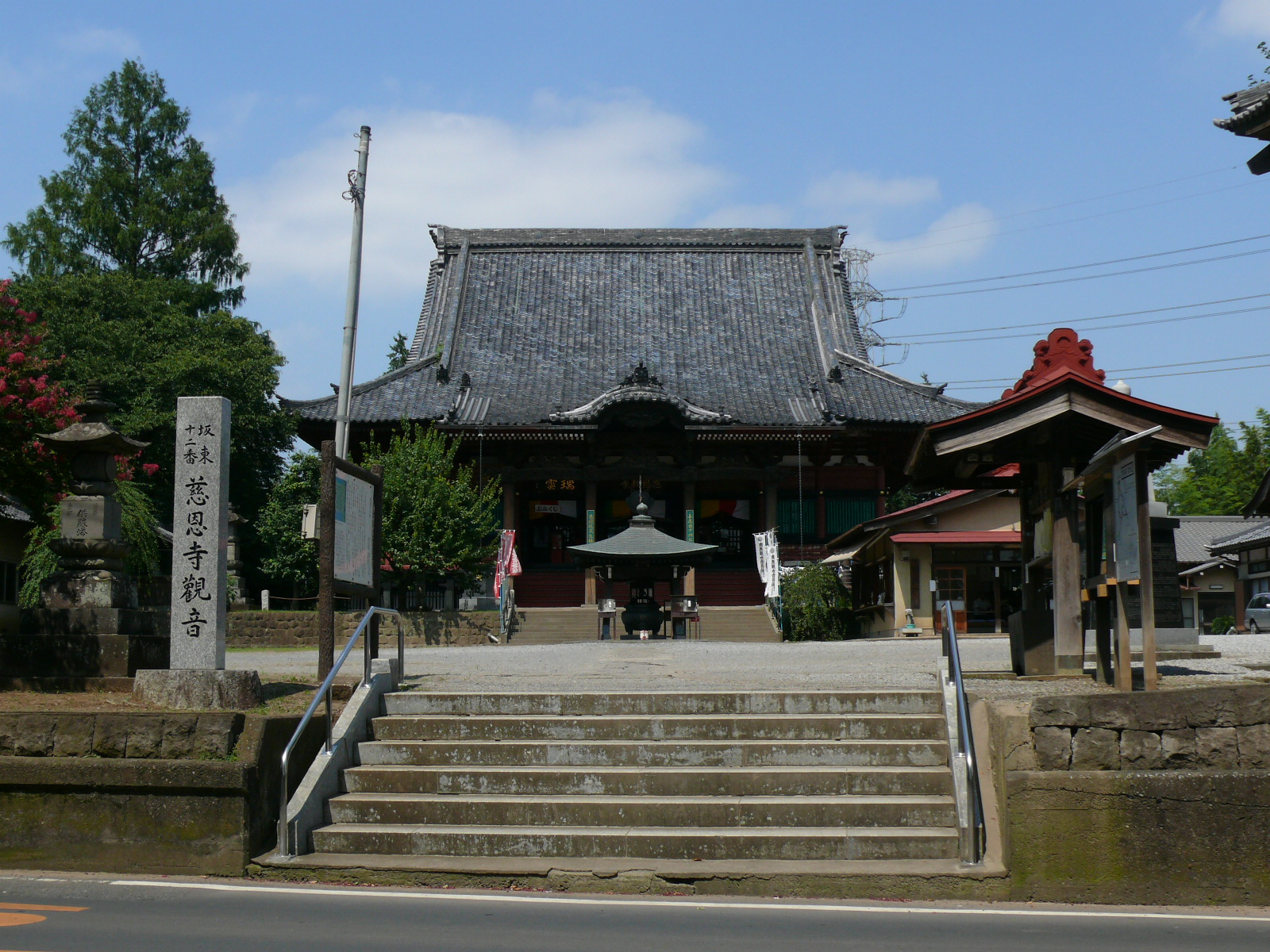
12番 慈恩寺
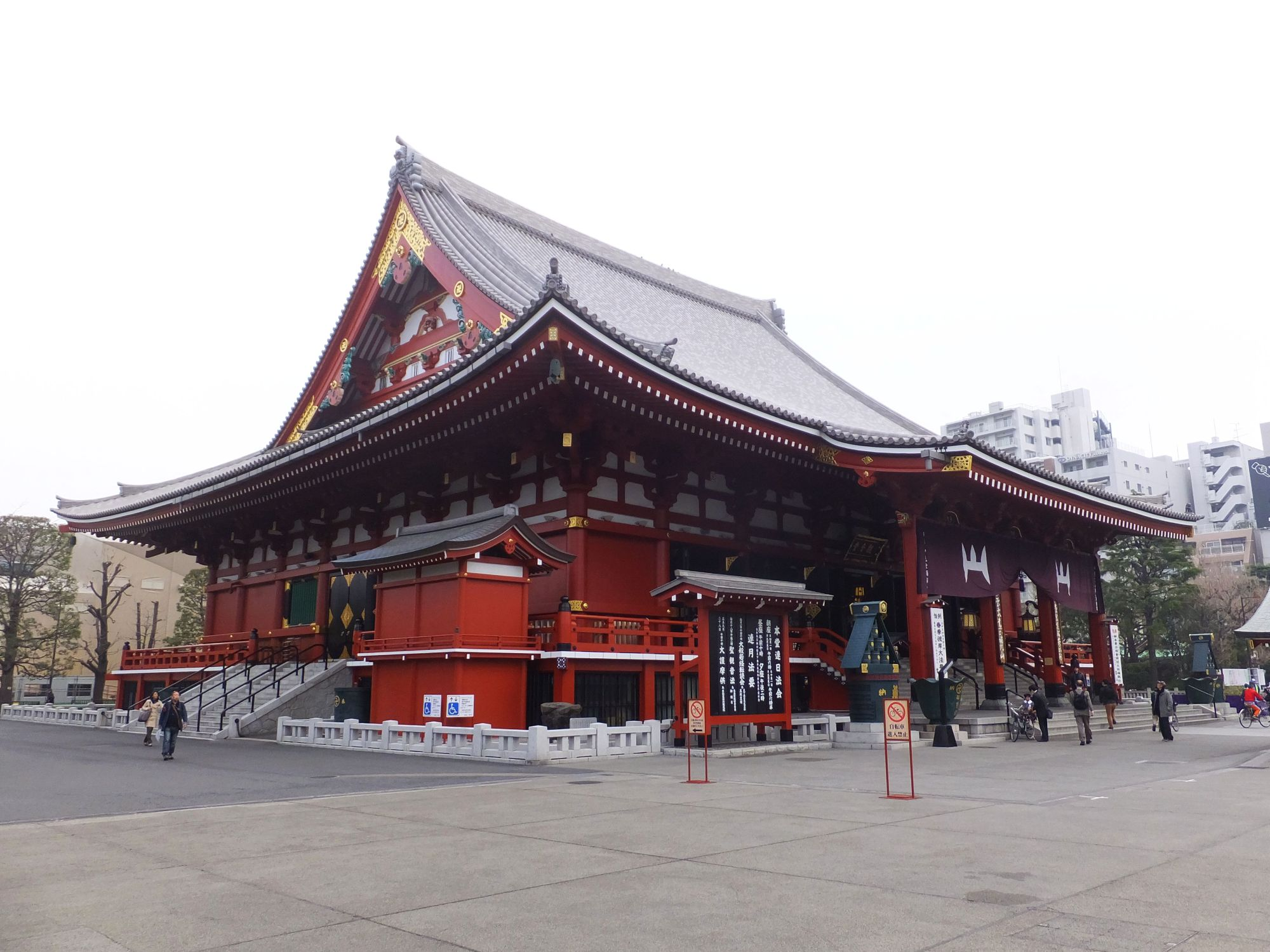
13番 浅草寺
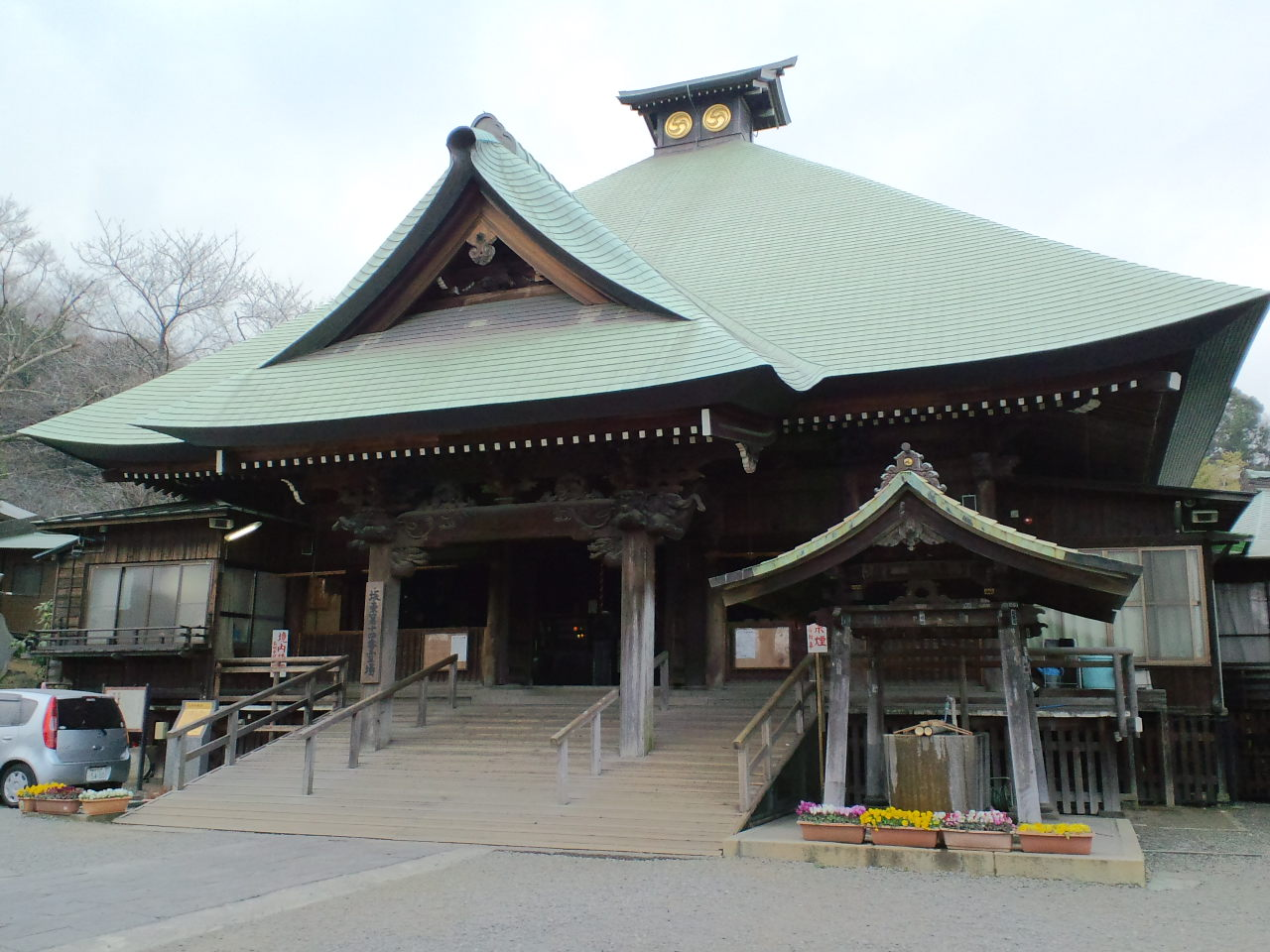
14番 弘明寺
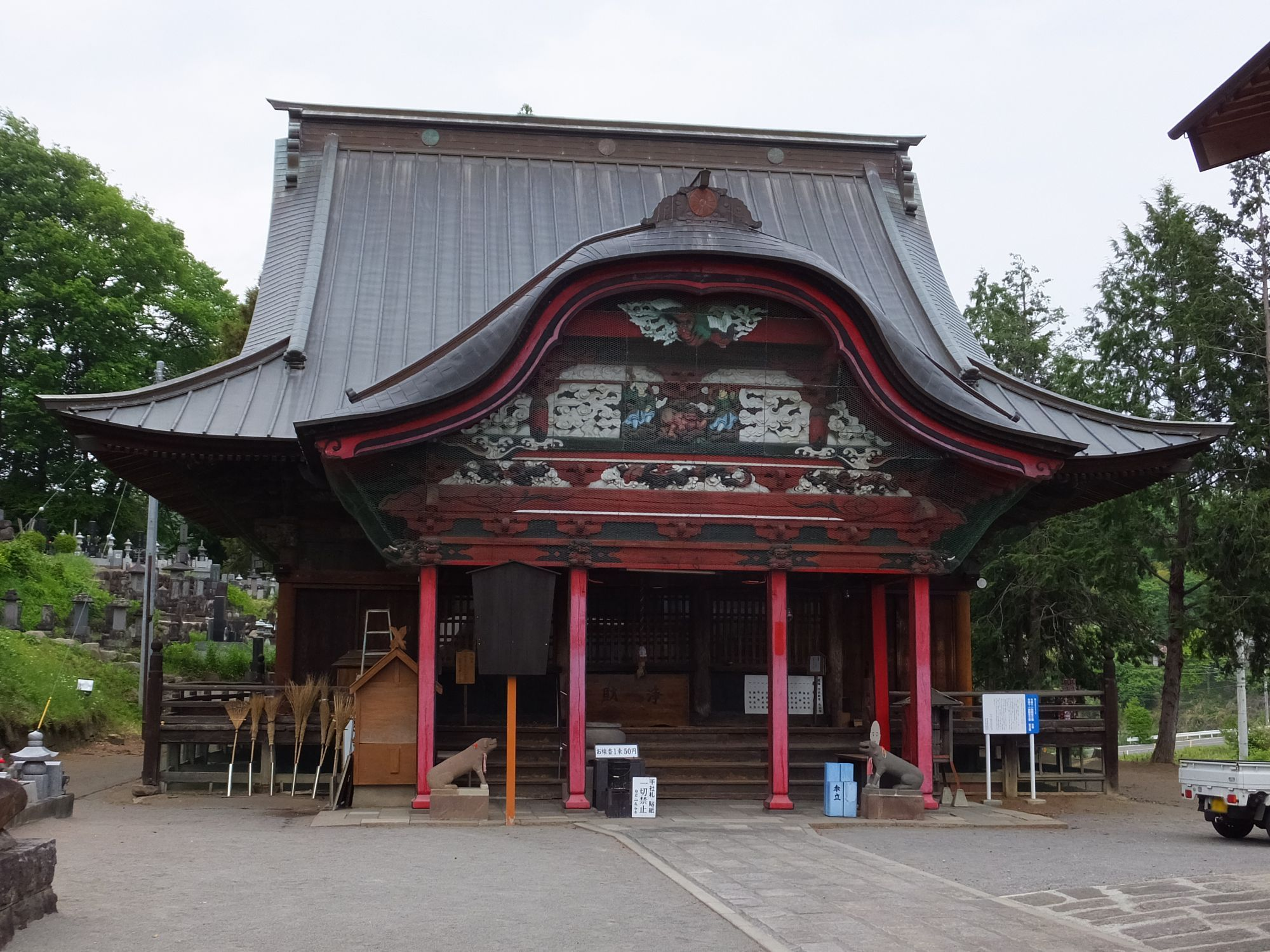
15番 長谷寺（白岩観音）
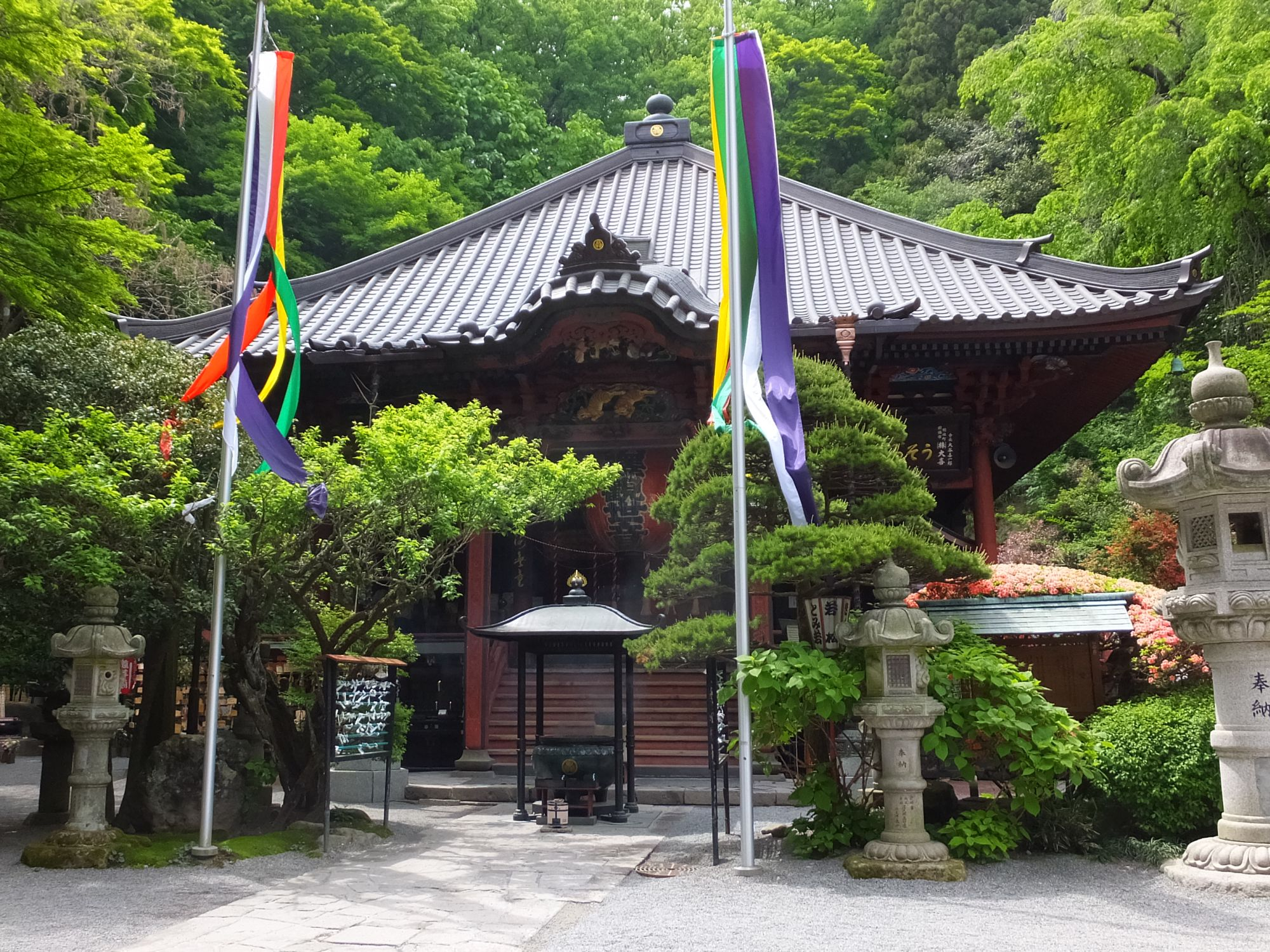
16番 水澤寺
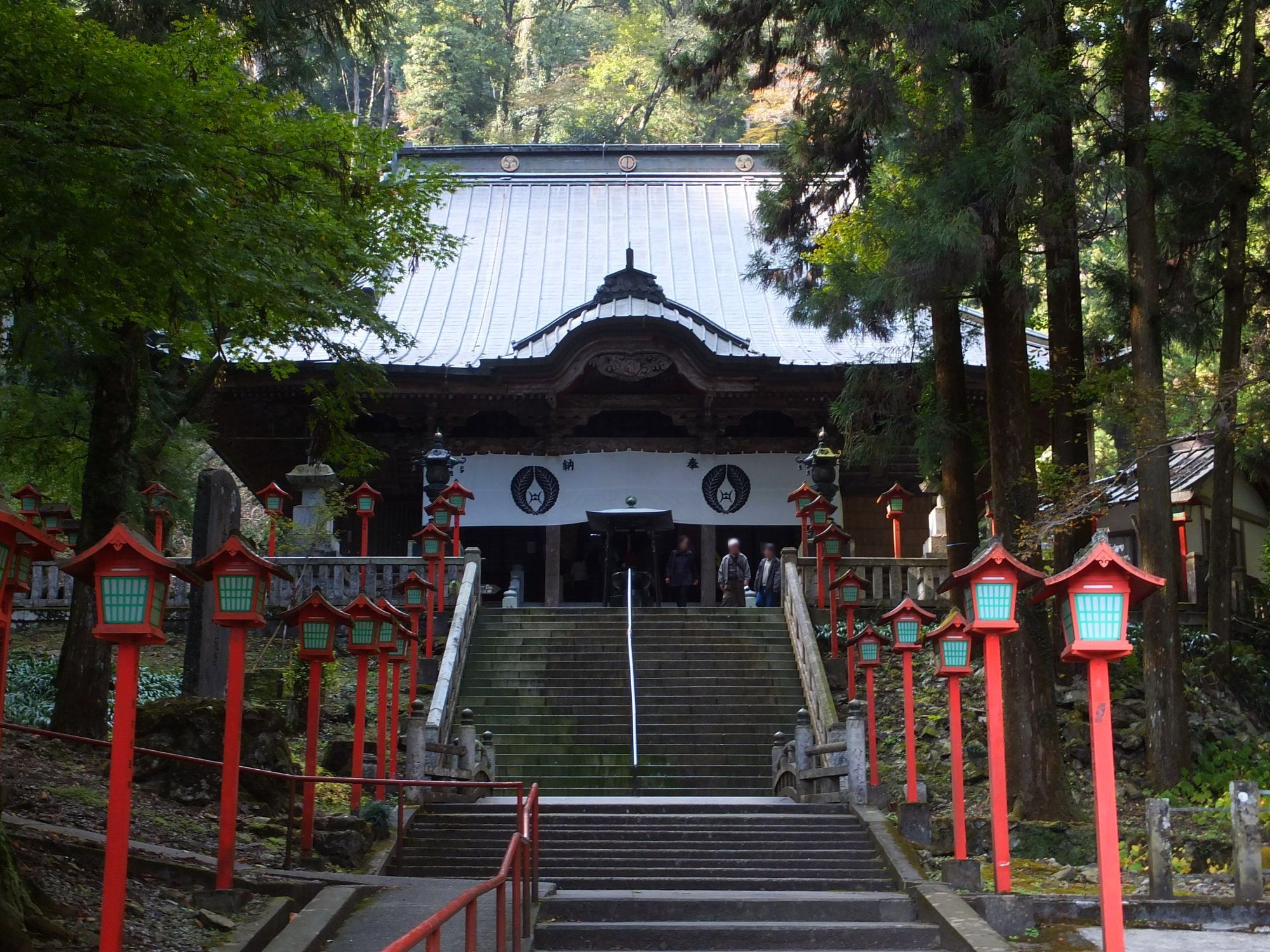
17番 満願寺
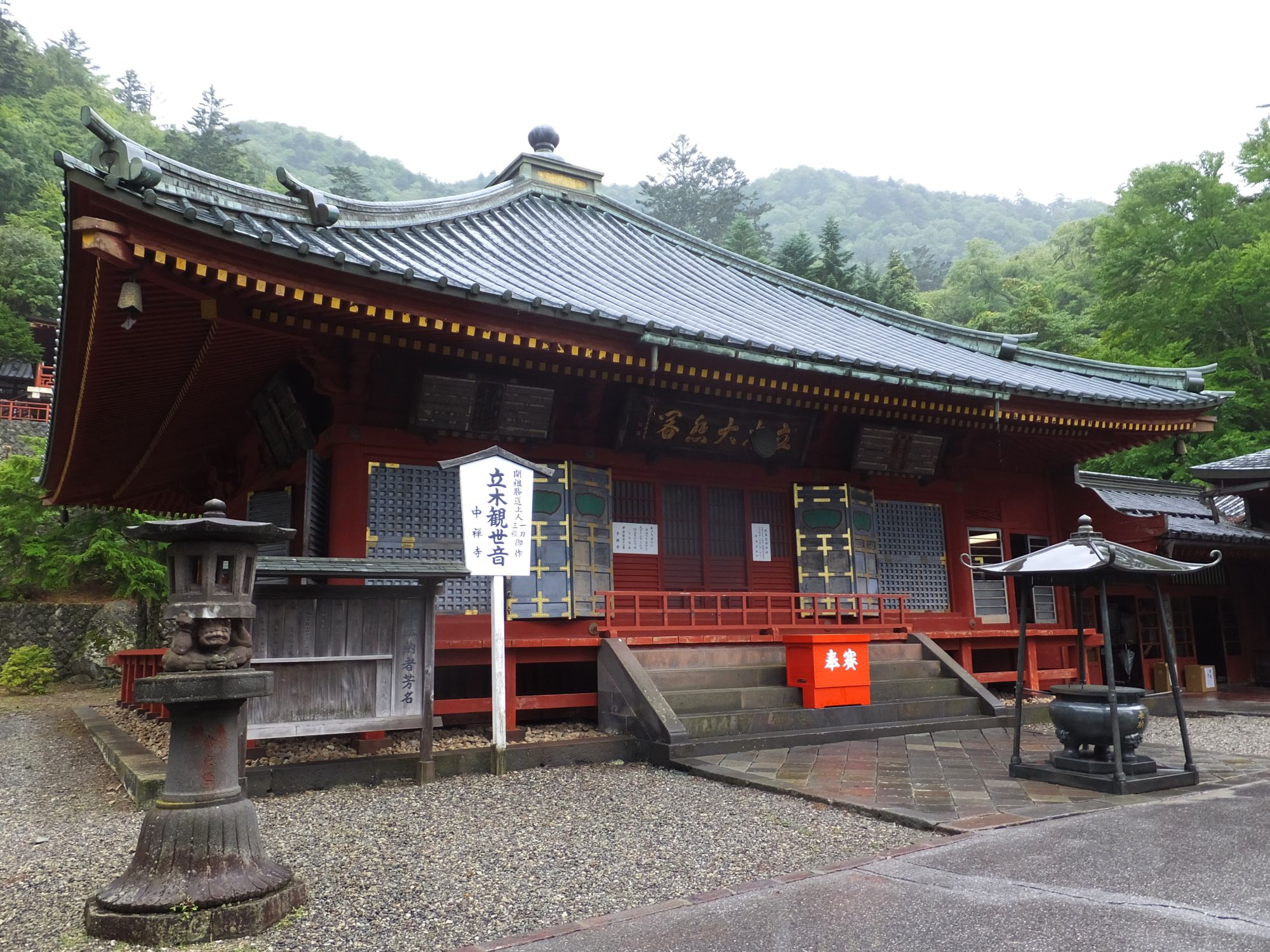
18番 中禅寺
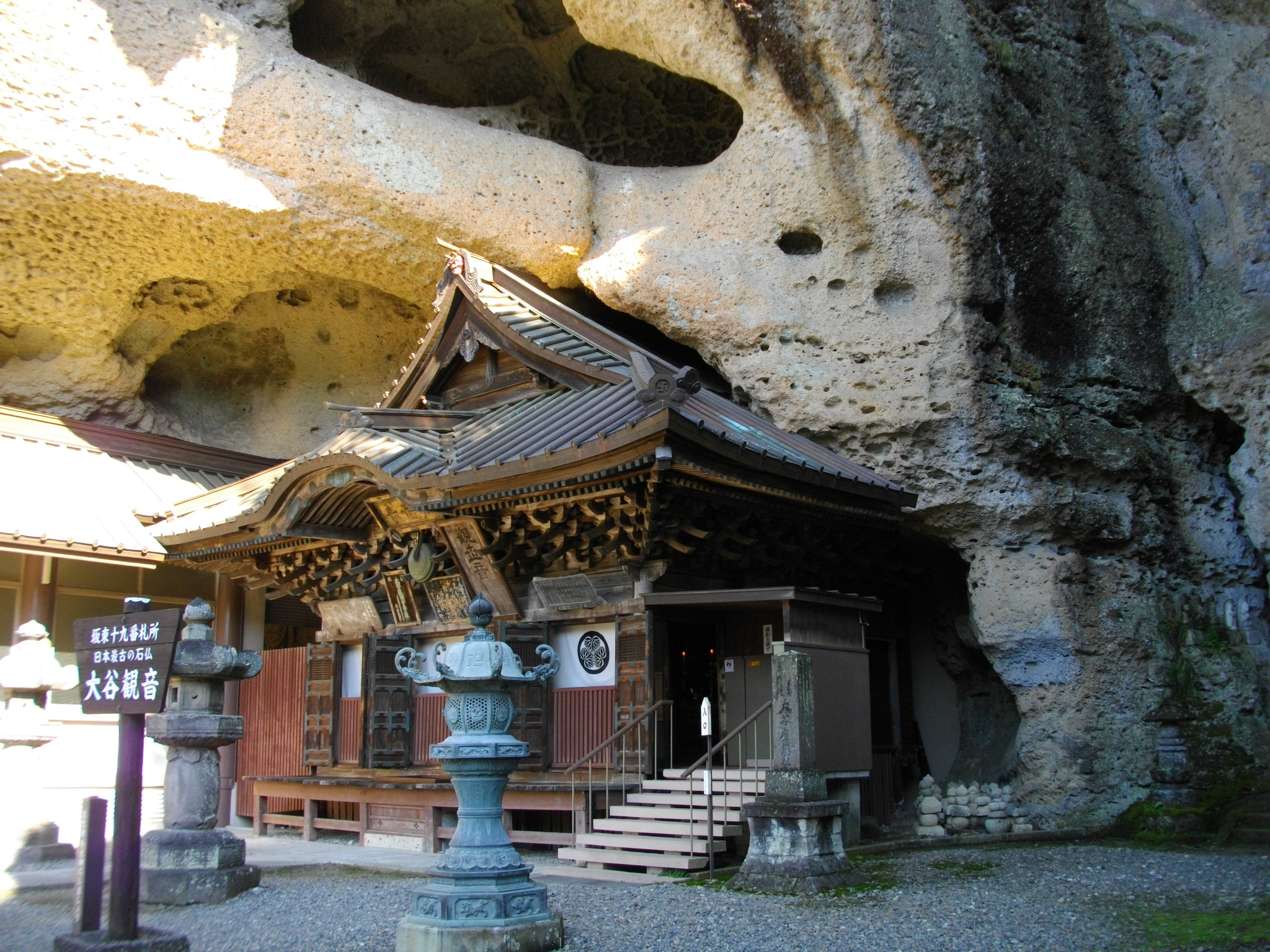
19番 大谷寺
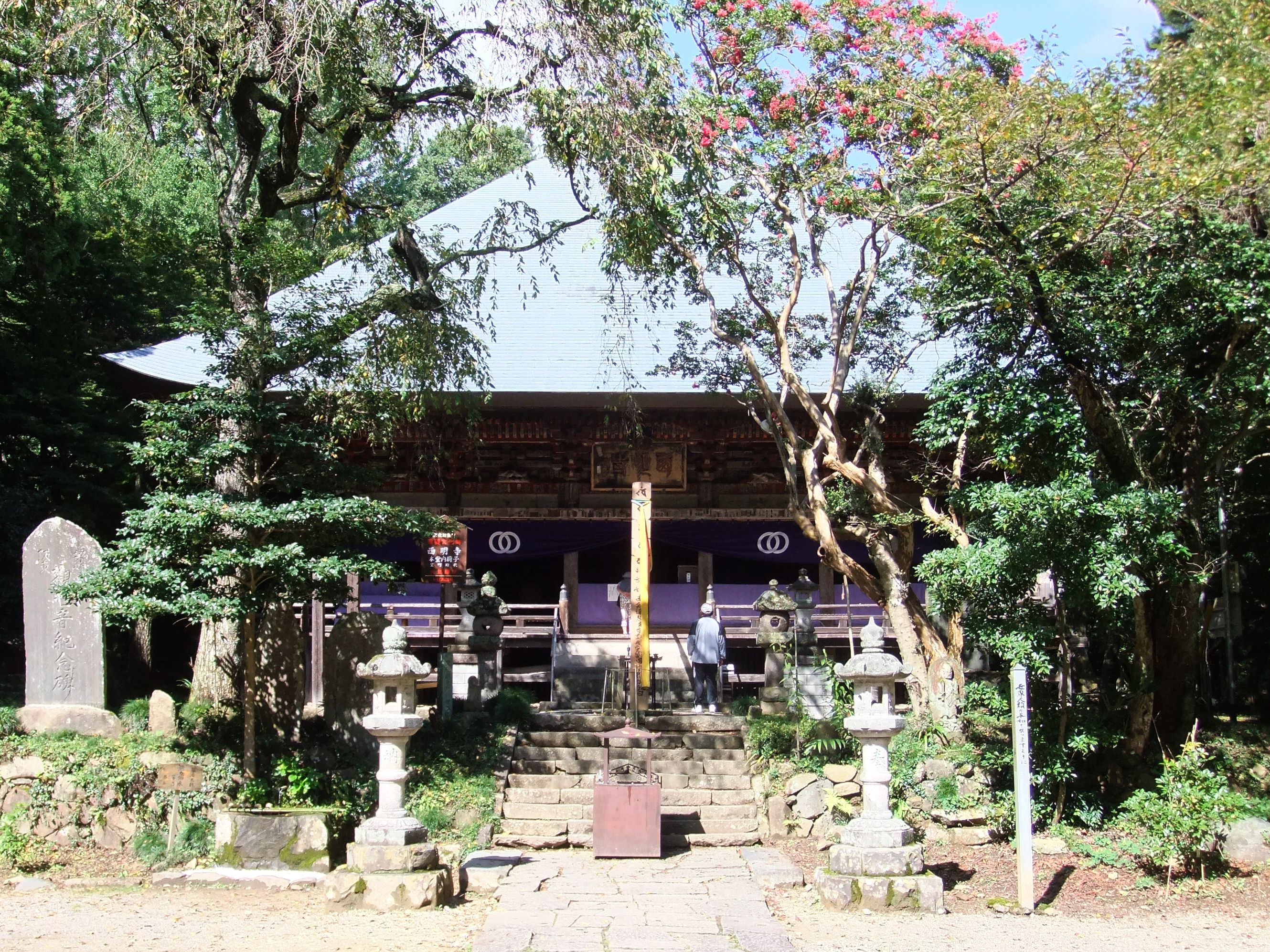
20番 西明寺
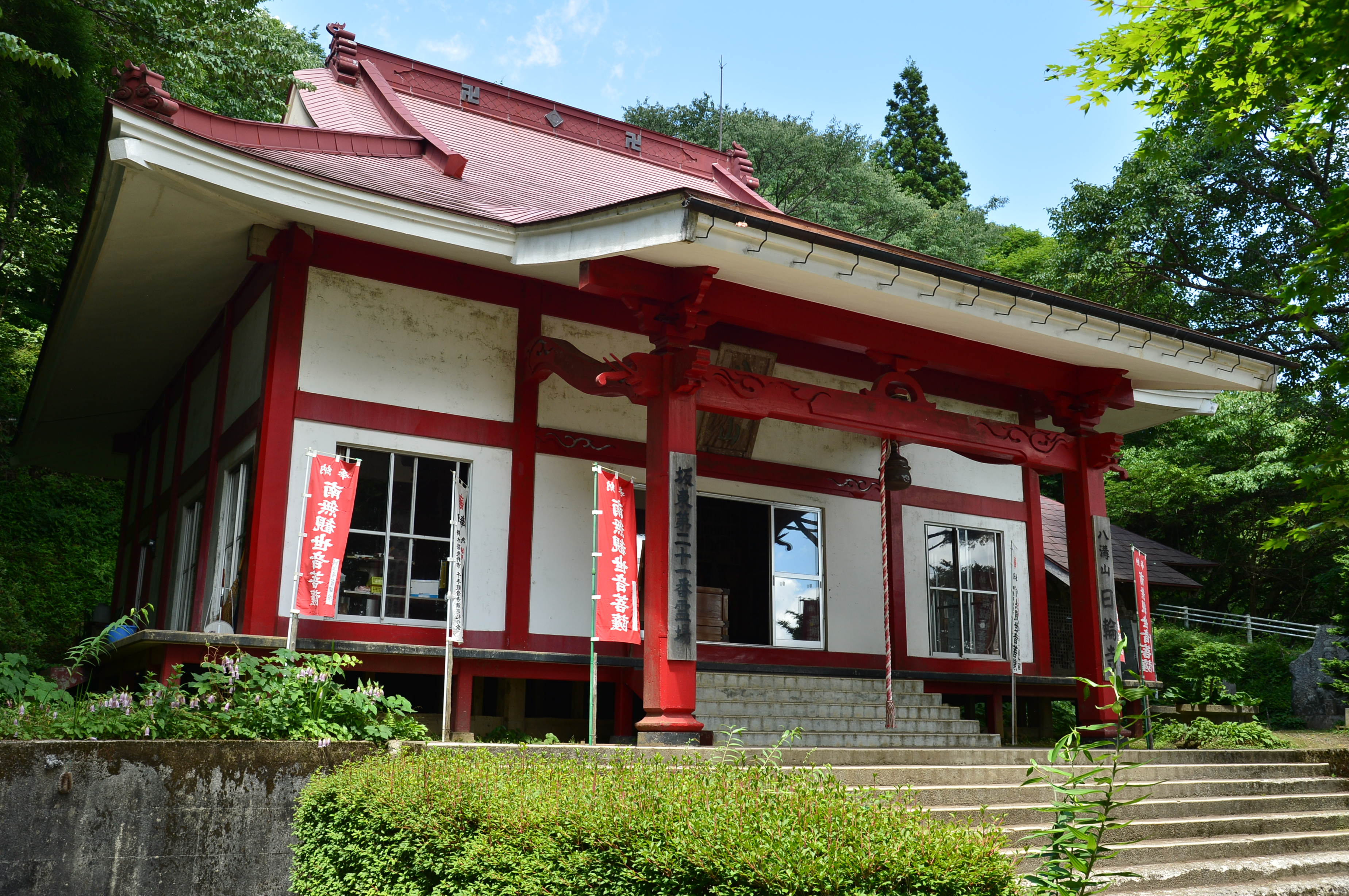
21番 日輪寺
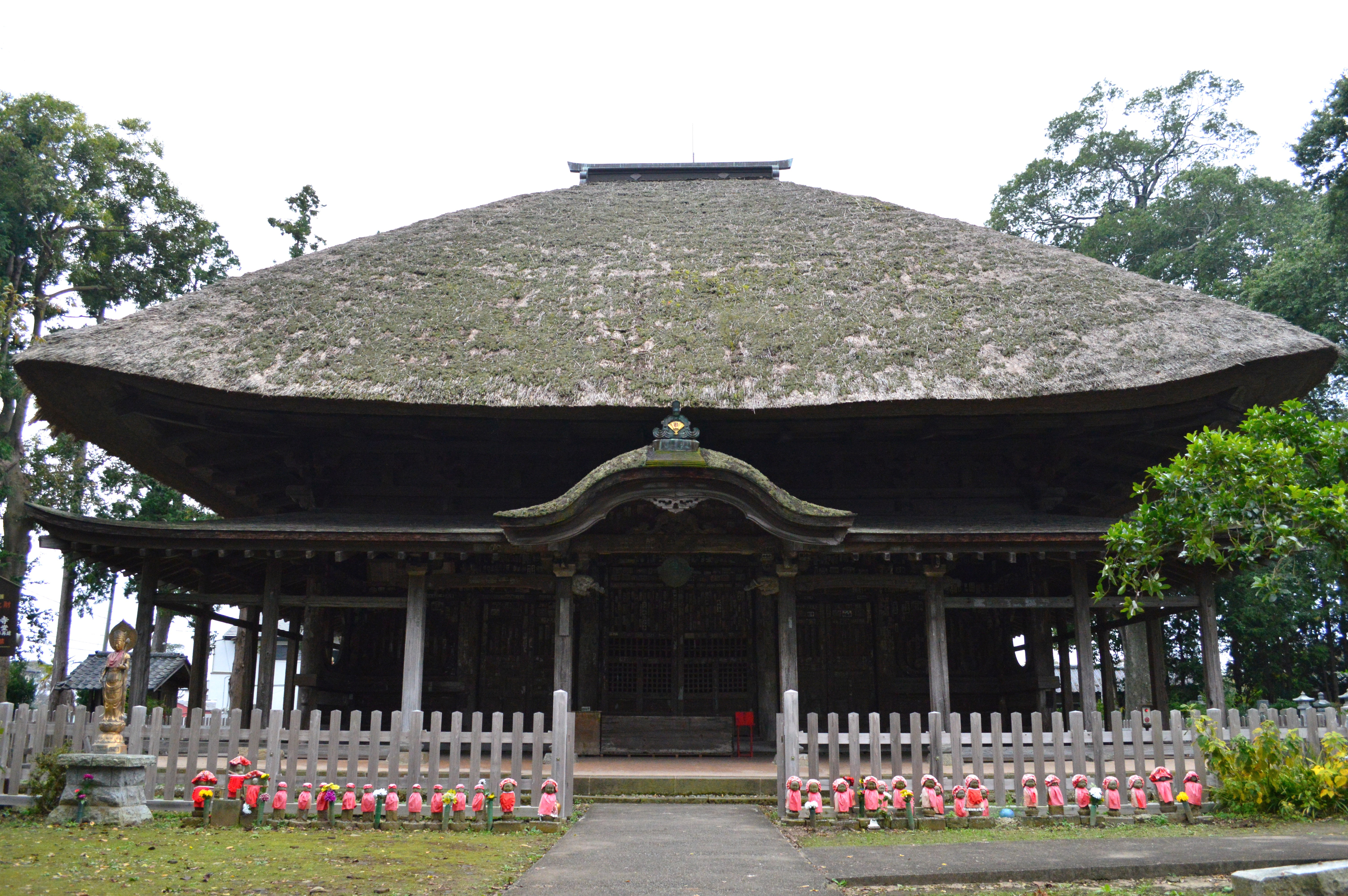
22番 佐竹寺
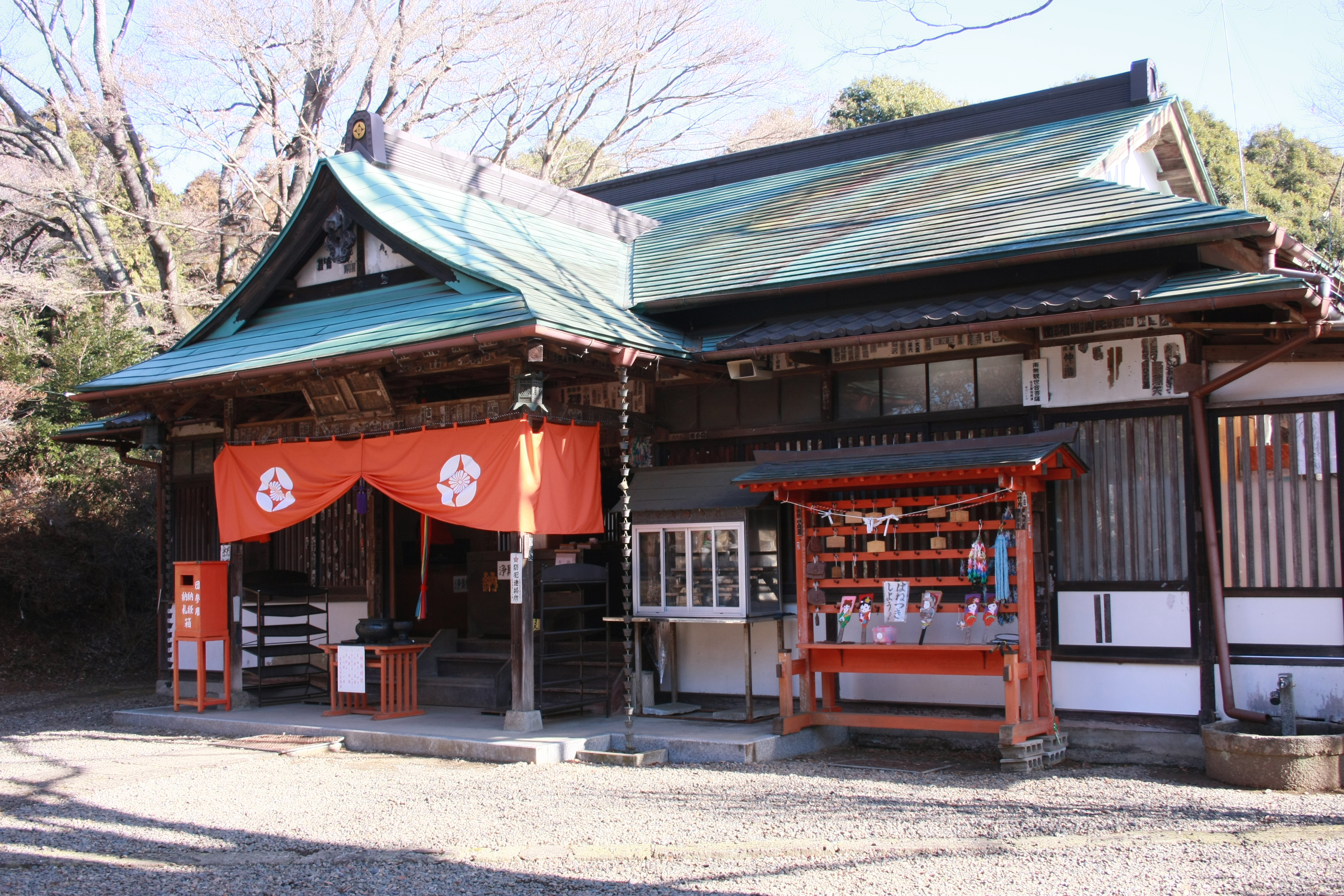
23番 正福寺
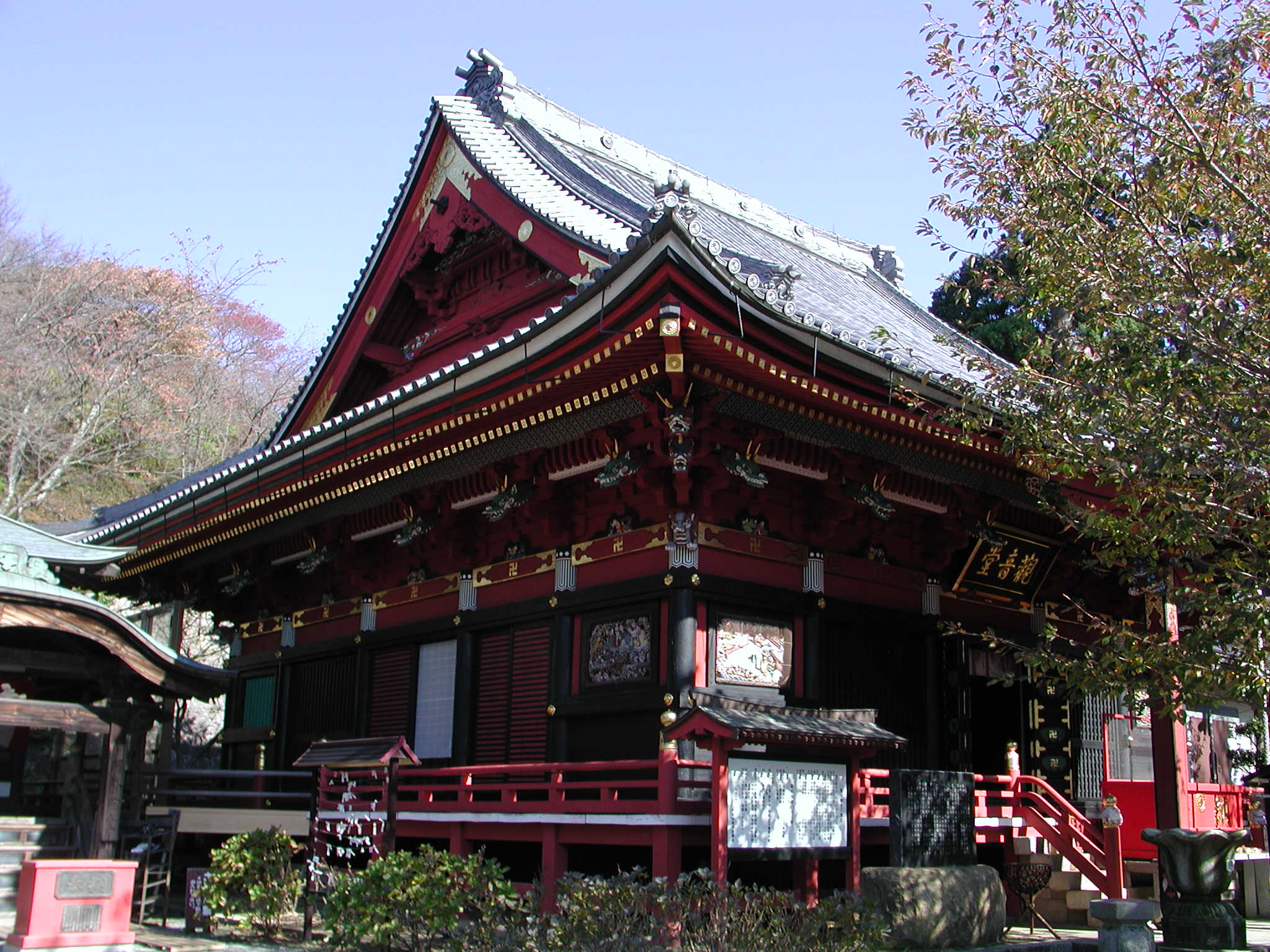
24番 楽法寺
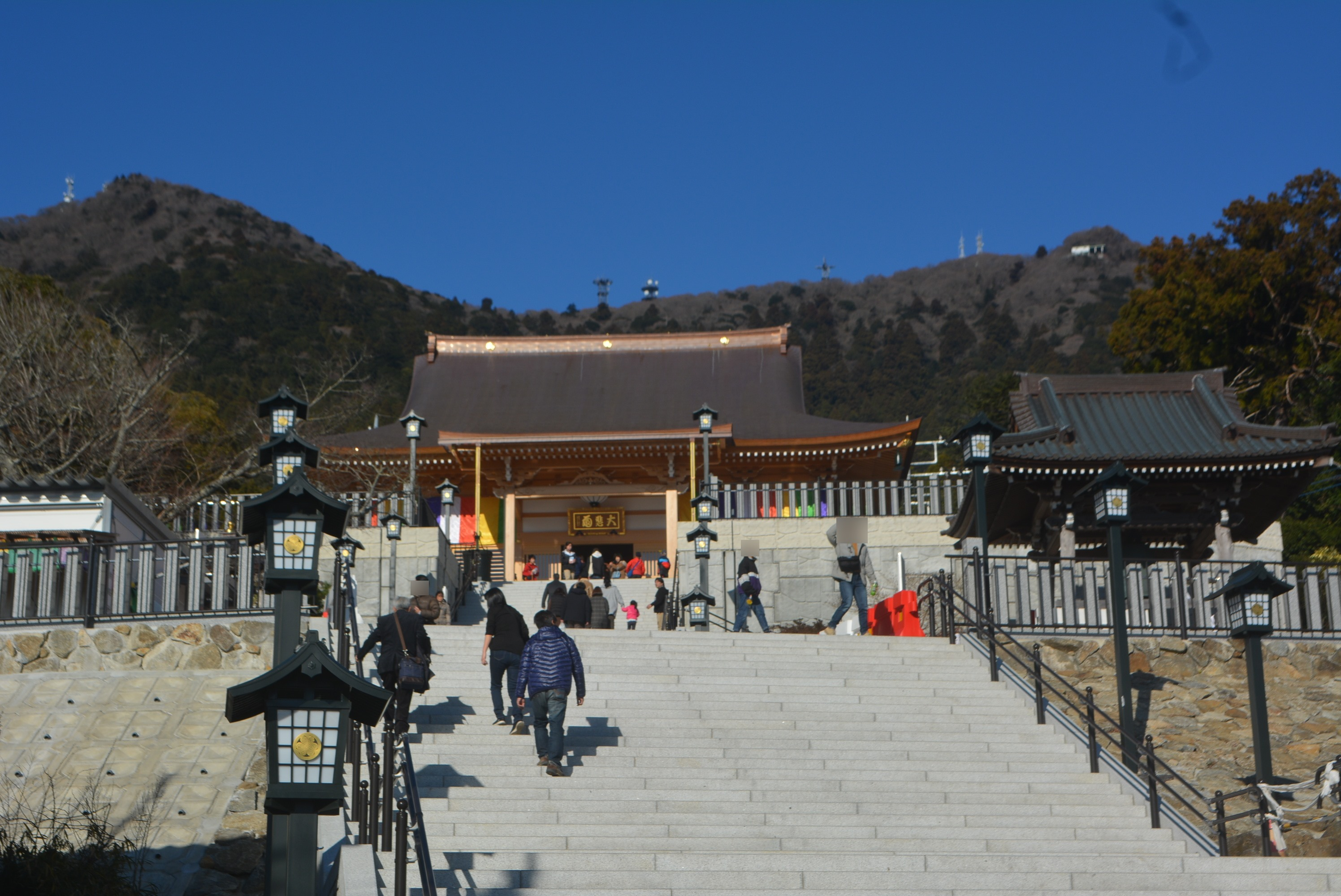
25番 大御堂
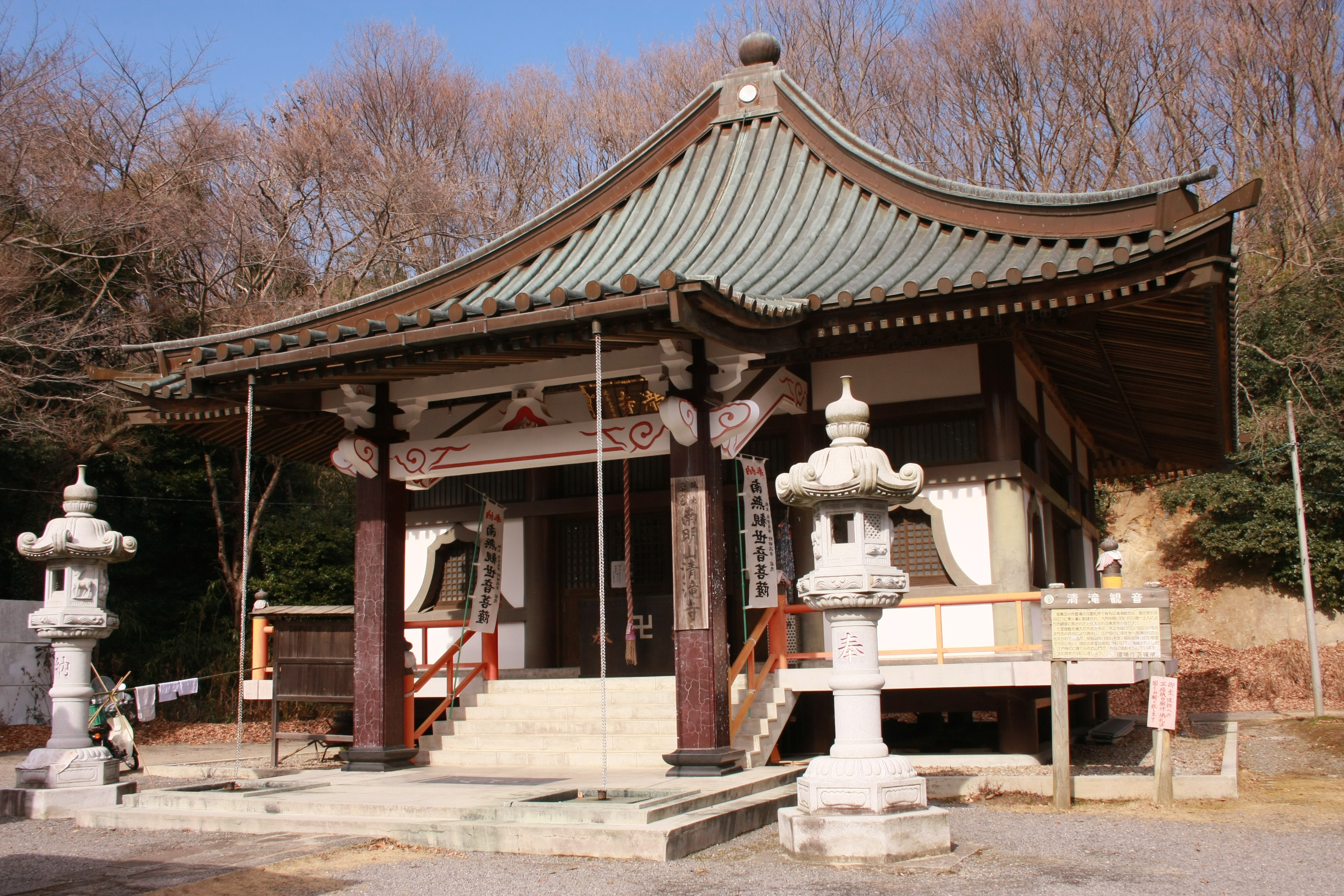
26番 清滝寺
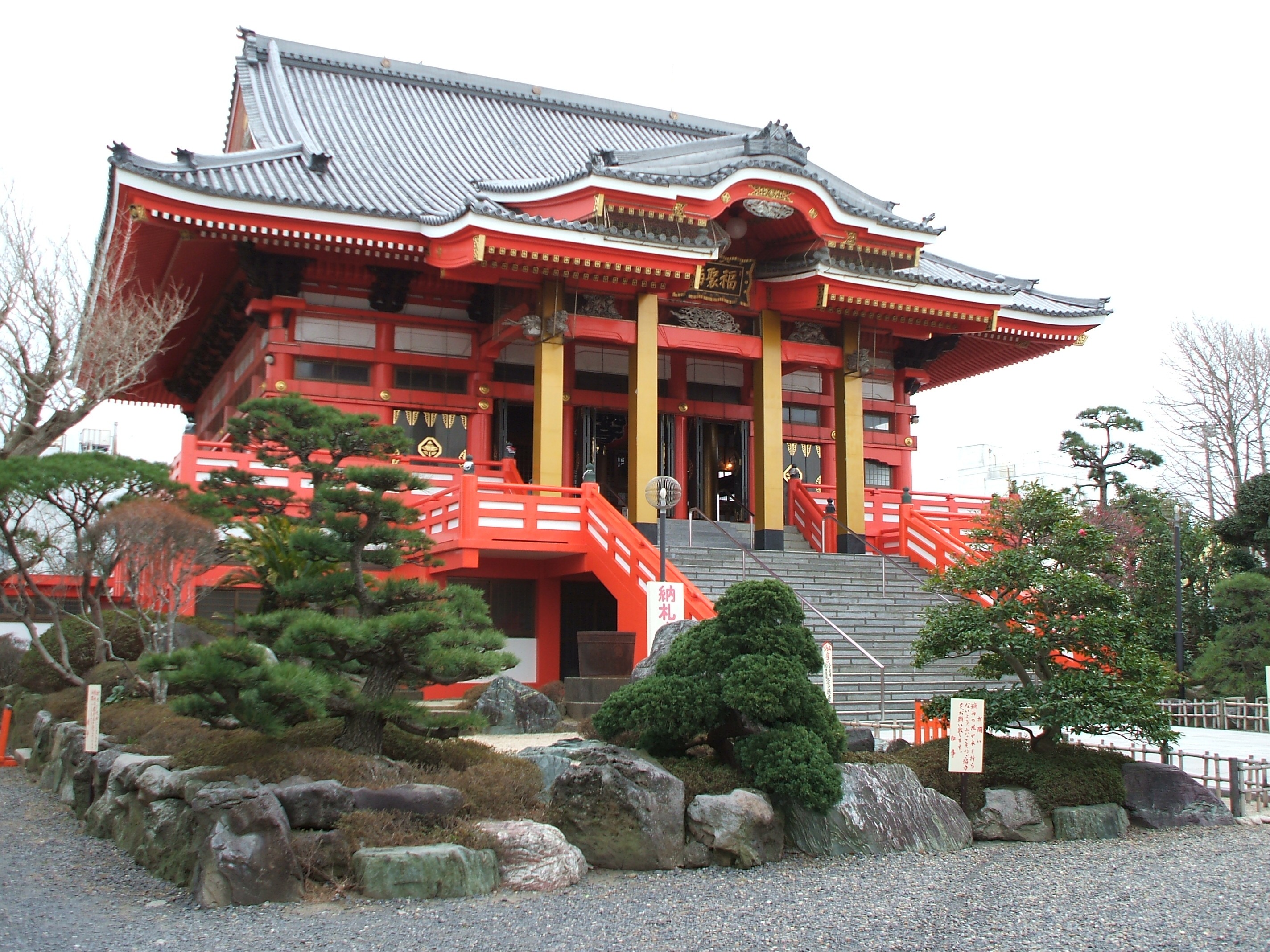
27番 圓福寺
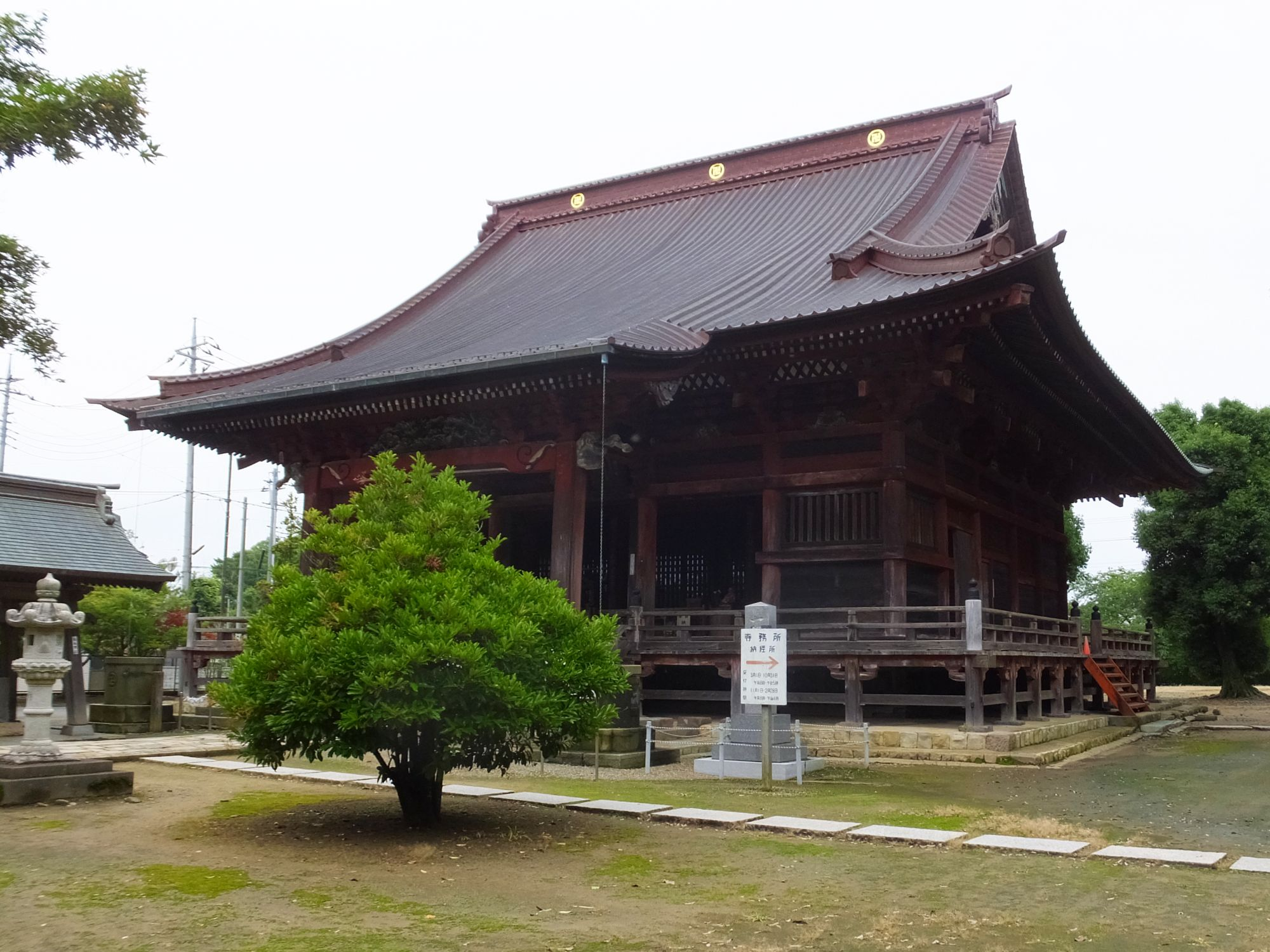
28番 龍正院
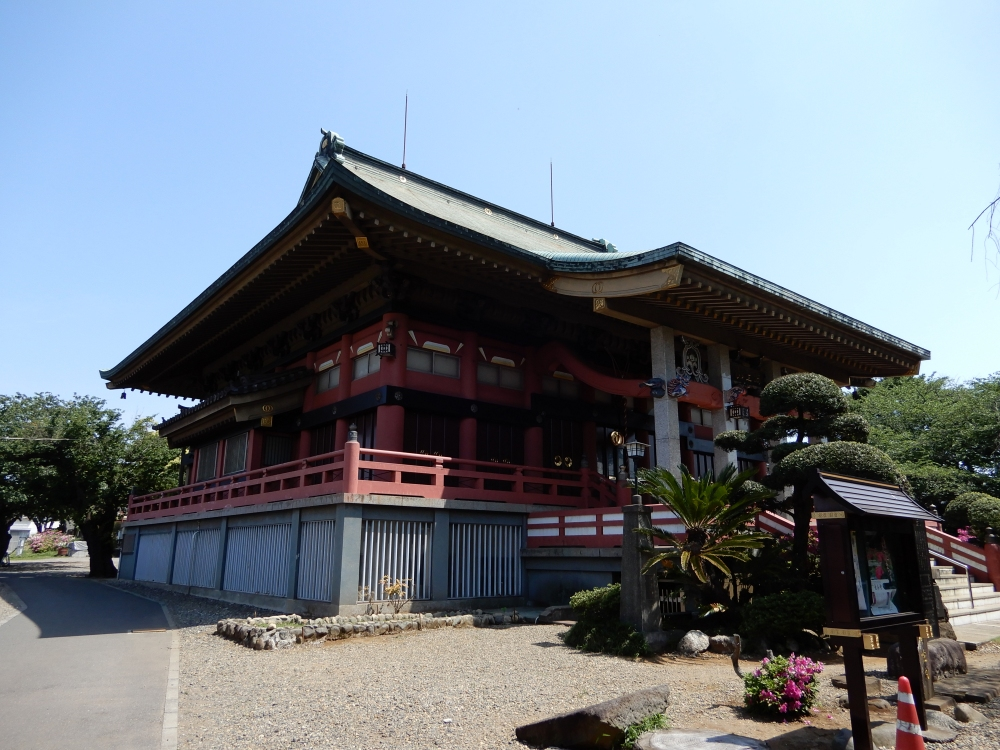
29番 千葉寺
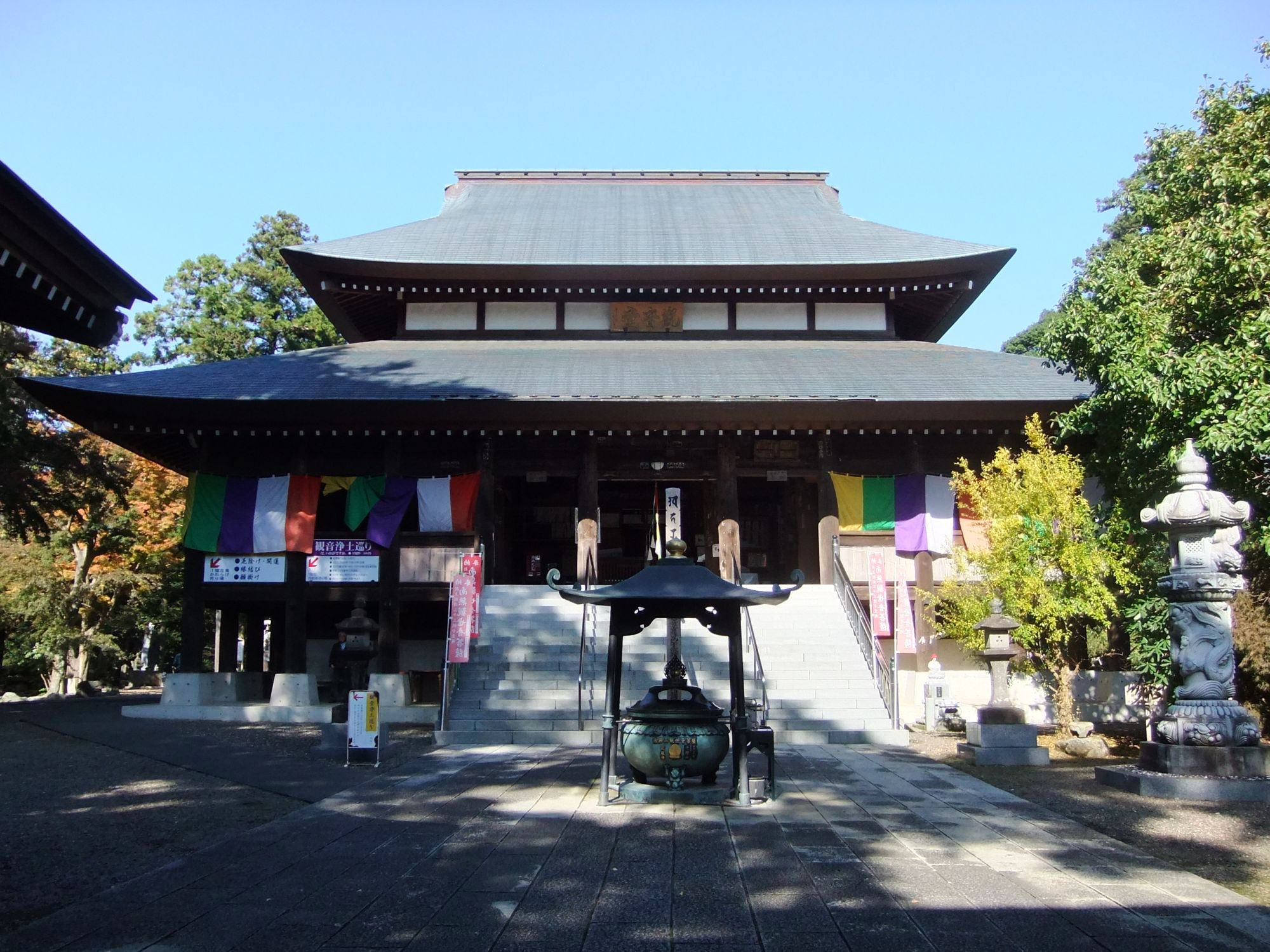
30番 高蔵寺
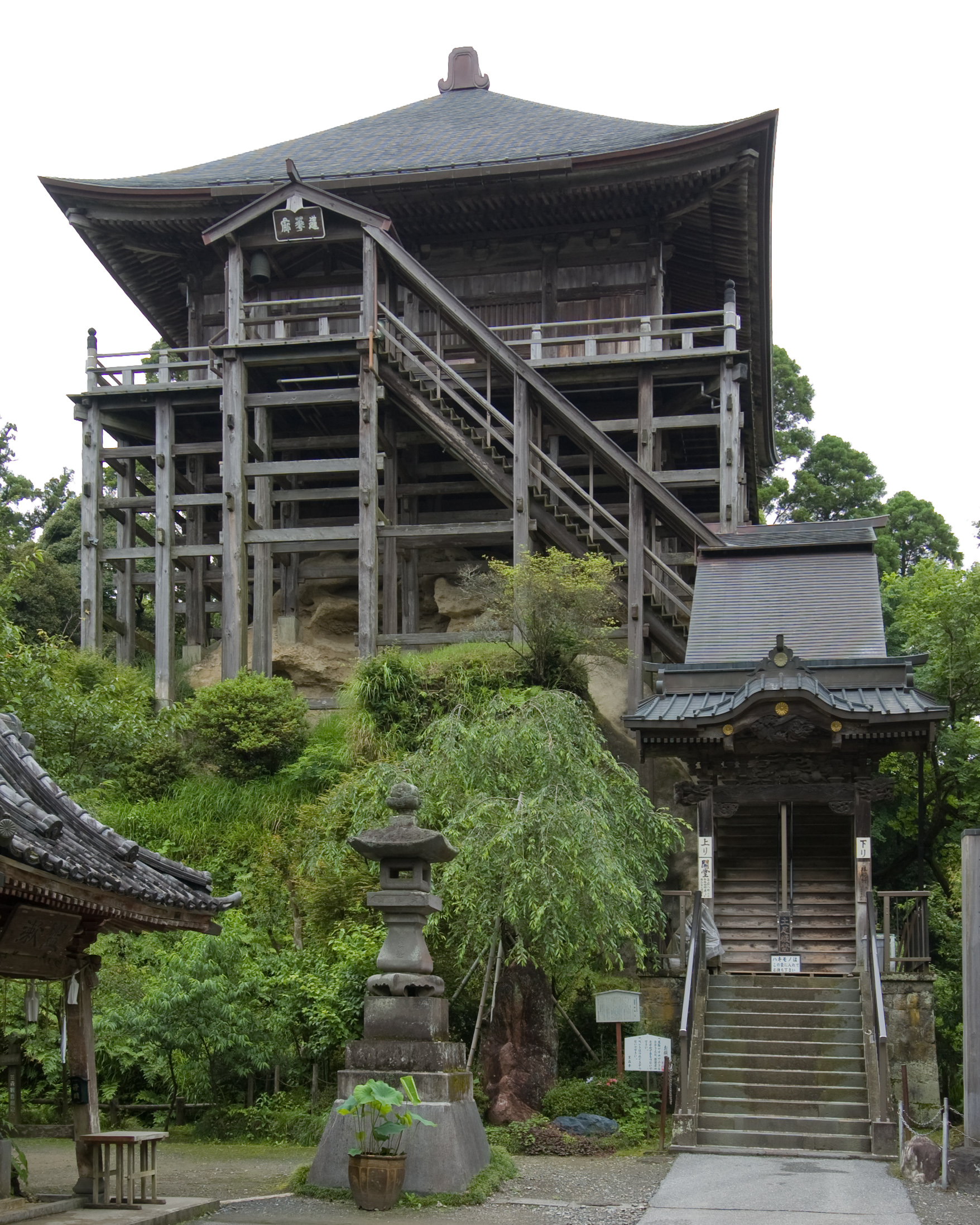
31番 笠森寺
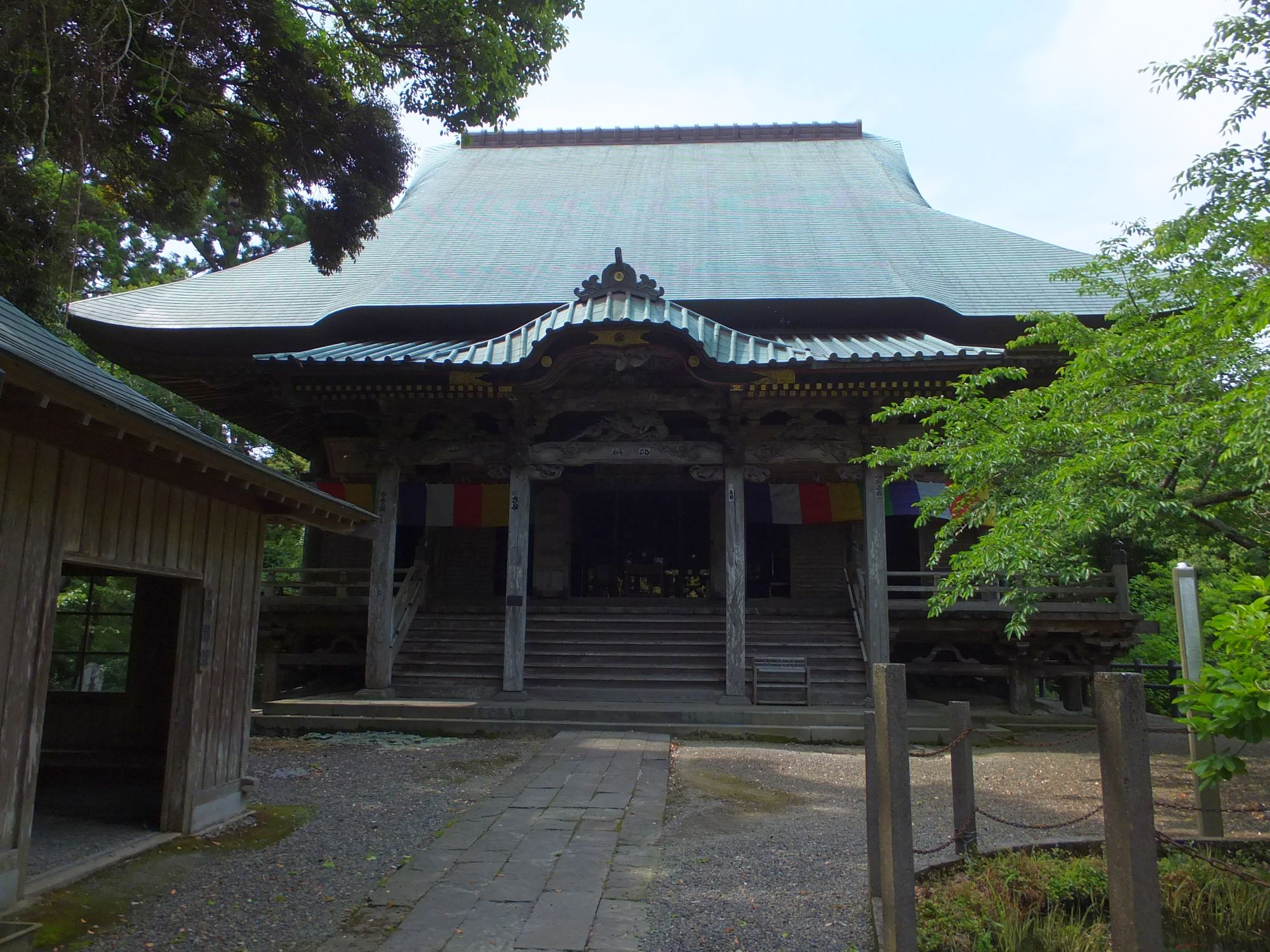
32番 清水寺
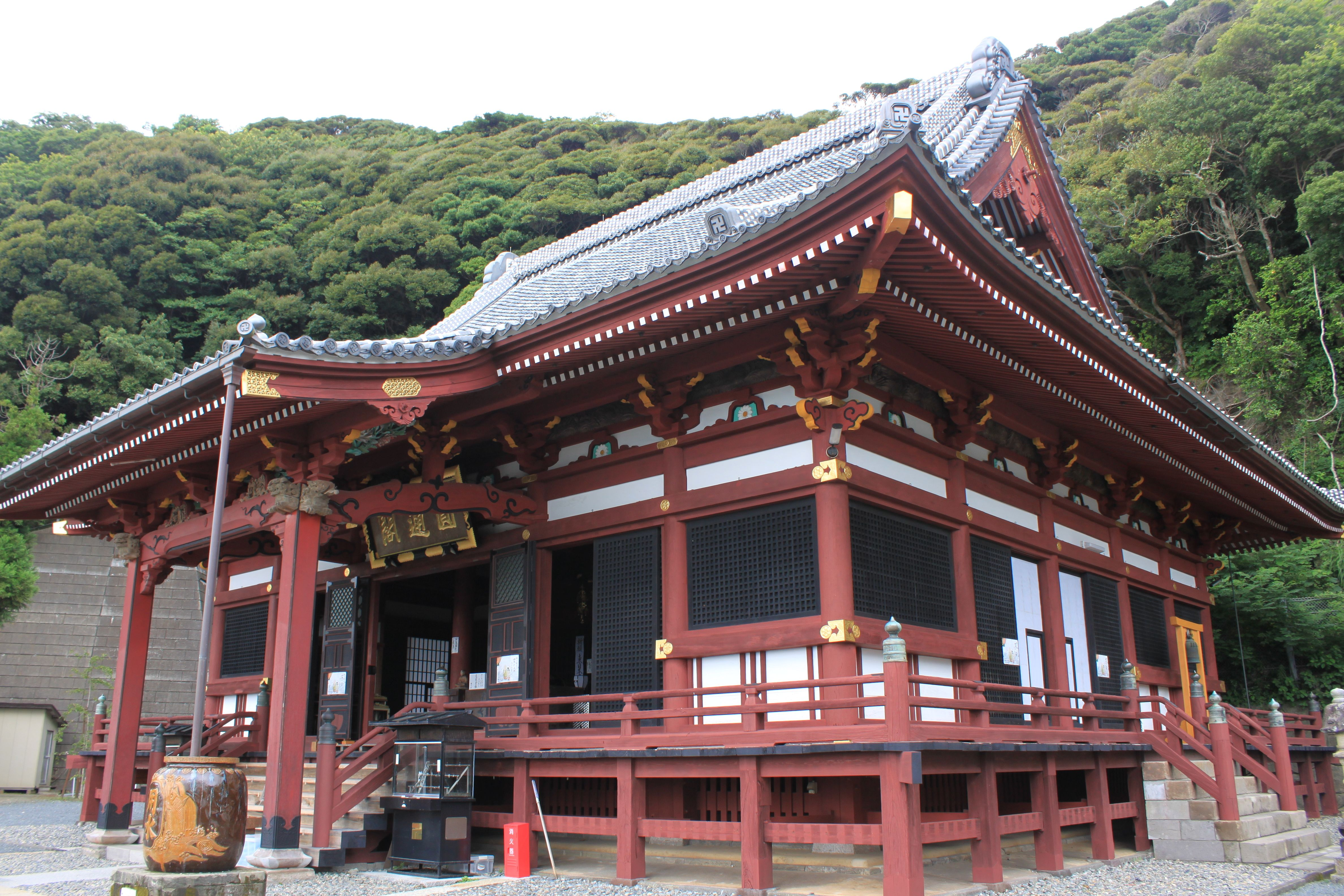
33番 那古寺